# Propositions françaises de loi visant à pénaliser les clients de la prostitution
 (avril 2017).
- Si vous ne connaissez pas le sujet, laissez ce bandeau (vous pouvez alors contacter les auteurs).
- Si vous supprimez le contenu mis en cause (vous pouvez préalablement contacter les auteurs),

argumentez précisément cette suppression dans la page de discussion
(un manque de référence n'est pas un argument ; une recherche réelle de référence doit avoir été effectuée, être formellement documentée).
 (juin 2019).

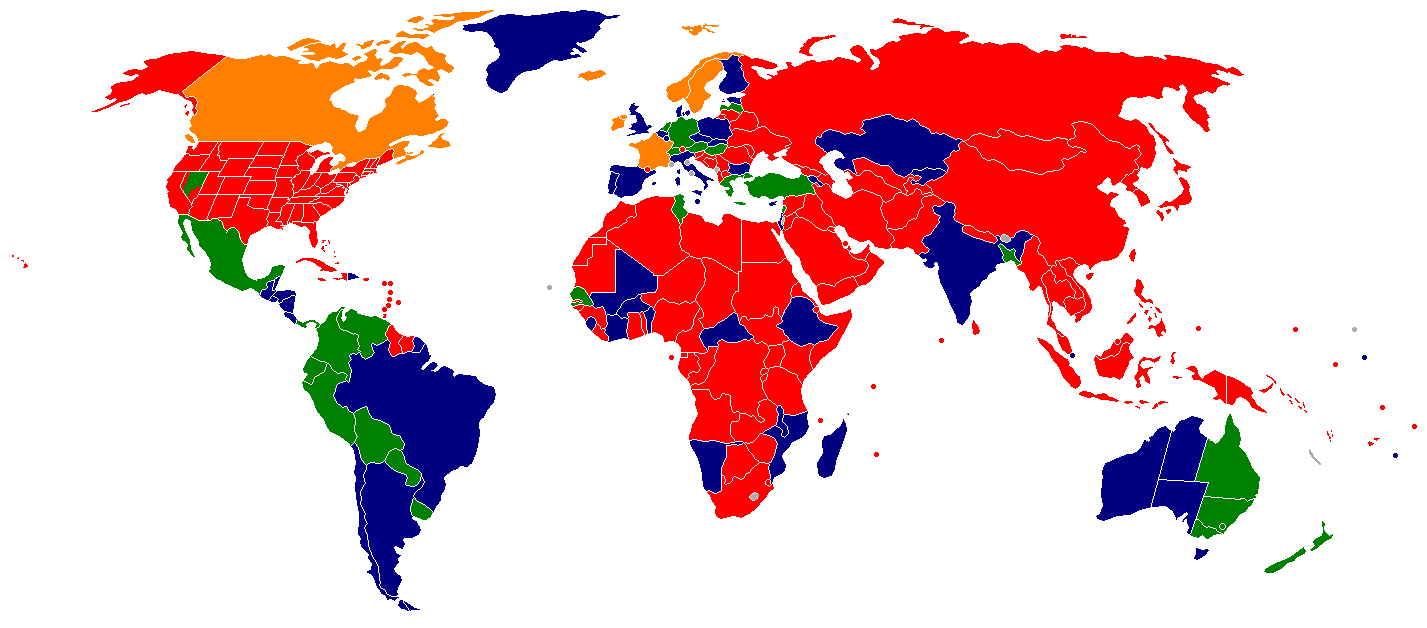
État de la législation dans le monde
Prostitution légale et encadrée par des lois
Prostitution tolérée, pas légalisée, et donc pas réglementée. Les activités organisées (maisons closes ou proxénétisme) sont illégales
Recours à la prostitution illégal (seuls les clients sont punis)
Prostitution illégale, les personnes prostituées et/ou clients sont punis par la loi
Non renseigné

Le 7 décembre 2011 est déposée en France une proposition de loi visant à pénaliser les clients de la prostitution et à renforcer la protection des victimes de la traite des êtres humains et du proxénétisme. La pénalisation des clients — via l'instauration d'un « délit général de recours à la prostitution » — fait l'objet d'un débat passionné.
Selon certains, cette proposition aurait pour effet d'interdire aux personnes prostituées d'exercer, dans certains cas, un métier librement choisi ; pour d'autres, cette pénalisation est en revanche considérée comme le seul moyen de mettre un réel terme au proxénétisme. Ce débat semble ouvrir une possible troisième voie de type suisse vers le réglementarisme.
Une nouvelle proposition de loi similaire est déposée le 10 octobre 2013 par le groupe socialiste à l'Assemblée nationale, suscitant également de vifs débats. Elle est adoptée à l'Assemblée nationale le 4 décembre 2013, puis modifiée au Sénat, qui supprime l'article relatif à la pénalisation des clients, soulignant les « effets délétères » qu'une telle mesure pourrait engendrer, et rétabli le délit de racolage. Le texte est adopté en lecture définitive en avril 2016 par l'Assemblée nationale selon sa version, la seconde lecture n'ayant pas permis de trouver un accord avec le Sénat.

## Propositions de loi sur la pénalisation des clients
Lire en ligne

Texte sur le site de l'Assemblée nationale

Loi Marthe Richard (fin de la légalité des bordels en France)
Un rapport d'information en conclusion des travaux d'une mission d'information sur la prostitution en France no 3334 publié par deux députés : Danielle Bousquet et Guy Geoffroy est publié par l'Assemblée nationale en 2011. Ce rapport de 380 pages précède la proposition de loi.
Les députés se prononcent le 6 décembre 2011 en faveur d'une résolution réaffirmant « la position abolitionniste » de la France en matière de prostitution. Un premier pas vers la pénalisation des clients de prostitué(e)s. Cette résolution fait l'objet d'un rare consensus entre droite et gauche à l'Assemblée nationale. Cette résolution est présentée par tous les présidents de groupes politiques à l'Assemblée nationale.
Une proposition de loi no 4057 est enregistrée à la présidence de l’Assemblée nationale le 7 décembre 2011. Par opposition au projet de loi, qui est une initiative législative provenant du gouvernement, une proposition de loi émane d'un parlementaire. Elle est présentée par Danielle Bousquet et par Guy Geoffroy. Elle vise à responsabiliser les clients de la prostitution et à renforcer la protection des victimes de la traite des êtres humains et du proxénétisme. Elle est renvoyée à la commission des lois constitutionnelles, de la législation et de l’administration générale de la République, à défaut de constitution d’une commission spéciale dans les délais prévus par les articles 30 et 31 du Règlement.

Il faut rappeler que lors du dépôt de la loi, [Quand ?] en France, une relation tarifée avec un(e) prostitué(e) était tolérée à la condition que l'on soit hors du champ du proxénétisme et que le ou la prostitué(e) soit majeur(e) civilement, c'est-à-dire ait 18 ans ou plus. À la même époque, en France, avoir une relation tarifée avec un(e) prostitué(e) de moins de 18 ans est illégal et passible d'amende et de prison par le code pénal. La peine est par ailleurs très fortement aggravée (10 ans de prison et 200 000 € d'amende) s'il s'agit d'un(e) mineur(e) sexuel, c'est-à-dire d'une personne prostituée qui a moins de 15 ans[réf. nécessaire].

« Le fait de solliciter, d'accepter ou d'obtenir, en échange d'une rémunération ou d'une promesse de rémunération, des relations de nature sexuelle de la part d'un mineur qui se livre à la prostitution, y compris de façon occasionnelle, est puni de trois ans d'emprisonnement et 45 000 euros d'amende »

— Code pénal français
Cette proposition de loi a pour but de pénaliser les clients des prostitué(e)s de 18 ans ou plus.

### Exposé des motifs de la proposition de loi de décembre 2011
L'exposé des motifs présenté aux députés est le suivant :

« Le 13 avril 2011, la mission d’information sur la prostitution en France rendait public son rapport intitulé « Prostitution : l’exigence de responsabilité. Pour en finir avec le plus vieux métier du monde ». Avec plus de 200 personnes entendues, dont une quinzaine de personnes prostituées, et six déplacements effectués, la mission d’information a dressé un bilan aussi complet que possible de la prostitution en France et des politiques publiques mises en œuvre en la matière. Analysant la prostitution au prisme des principes les plus fondamentaux de notre droit que sont la non patrimonialité et l’intégrité du corps humain ainsi que l’égalité entre les sexes, la mission d’information a formulé trente préconisations dont certaines sont de nature législative. La présente proposition de loi a pour ambition de les traduire dans notre droit.
Lors de la publication des conclusions de la mission d’information, une seule des trente préconisations a été retenue par la plupart des commentateurs (la « pénalisation des clients ») et un seul reproche lui a été adressé : cette proposition, fruit d’une pudibonderie exacerbée, marquerait la volonté de restaurer un ordre moral sexuel.
Cette critique semble étrange à quiconque sait que les clients ont été pour la première fois rendus passibles de sanctions en 1999, en Suède, pays pionnier en matière de libération sexuelle. Deux autres pays européens, la Norvège et l’Islande, l’ont récemment imitée dans cette démarche. Ces trois pays sont pourtant progressistes dans le domaine des questions de société. Par exemple, ils figurent tous parmi les sept États européens qui ont légalisé le mariage homosexuel.
Ceux qui luttent contre la responsabilisation des clients sur ce fondement se trompent donc de combat car, loin de se situer à l’avant-garde de la protection des libertés face à un État moralisateur, ils défendent un système dans lequel les hommes (qui constituent 99 % des clients) doivent avoir le droit de disposer quand ils le souhaitent du corps des femmes (qui forment plus de 85 % des personnes prostituées). Que les personnes prostituées soient étrangères, à près de 90 % pour ce qui est de la prostitution de rue, issues de pays où sévit la traite des êtres humains, ne les intéresse pas. Que la prostitution soit l’occasion de violences dont personne ne pourrait ressortir indemne ne les préoccupe pas davantage. Seule compte la liberté du client et la lutte contre le « moralisme ».
Pourtant, loin de tout moralisme, et encore plus de tout regard culpabilisateur, il s’agit simplement de rappeler les valeurs qui fondent notre République, au premier rang desquelles la non-patrimonialité du corps humain, la garantie de son intégrité et l’égalité entre les femmes et les hommes. Ces principes n’ont pas attendu notre réflexion sur la prostitution pour être proclamés. C’est au sortir de la Seconde Guerre mondiale que les démocraties ont montré leur attachement à ces valeurs. Le préambule de la Constitution de 1946 proclame l’égalité entre les femmes et les hommes et garantit, sur le fondement de la jurisprudence du Conseil constitutionnel, le respect de la dignité de la personne humaine. Le 2 décembre 1949, une convention approuvée par l’Assemblée générale des Nations unies établissait que « la prostitution et le mal qui l'accompagne, à savoir la traite des êtres humains en vue de la prostitution, sont incompatibles avec la dignité et la valeur de la personne humaine ».
Il nous semble que ces principes ont pour vocation de protéger les plus vulnérables. Si la vente de ses propres organes est interdite, c’est parce que l’autoriser reviendrait à favoriser toutes sortes de pressions poussant les plus démunis à céder leur rein ou leur cornée contre rémunération. C’est pourquoi l’achat d’organes est un délit pénal, quand bien même la personne qui les vend serait volontaire et revendiquerait cette liberté.
C’est donc bien sur le fondement de ces valeurs que la présente proposition de loi entend responsabiliser les clients de la prostitution, améliorer la protection des victimes de la traite et du proxénétisme et encourager la lutte contre ces deux formes de criminalité.
Le chapitre premier vise à responsabiliser les clients de la prostitution en créant un délit général de recours à la prostitution.
L’article 1er procède à la création d’un tel délit. Ne constituent actuellement des infractions pénales que le fait d’avoir recours à la prostitution d’un mineur ou d’une personne présentant une particulière vulnérabilité. Ces deux infractions seraient conservées pour devenir des circonstances aggravantes du délit de recours à la prostitution, lequel serait puni d’une peine de deux mois d’emprisonnement et de 3 750 euros d’amende. Ce délit général ne serait pas rendu applicable, au moins dans un premier temps, pour le recours à la prostitution qui serait effectué à l’étranger, en raison des difficultés de preuves qui se poseraient.
Le I de l’article 2 crée une nouvelle peine complémentaire visant à sanctionner le recours à la prostitution. Sur le modèle des stages de sensibilisation à la sécurité routière ou aux dangers de l’usage de produits stupéfiants, serait créé un stage de sensibilisation aux conditions d’exercice de la prostitution. Ce stage, qui pourrait être organisé par des associations agréées, aurait pour objectifs d’apporter aux clients une information sur les conditions de vie et d’exercice des personnes prostituées ainsi que sur la traite des êtres humains à des fins d’exploitation sexuelle et le proxénétisme. Il aurait également pour vocation d’expliciter les liens existants entre prostitution et inégalité de genre et la responsabilité des clients dans la perpétuation du système prostitutionnel. Pourraient notamment intervenir au cours de ces stages des personnes prostituées ou anciennement prostituées. Le II de l’article 2 fait de cette nouvelle peine une mesure susceptible de constituer une alternative aux poursuites et d’être prononcée dans le cadre d’une composition pénale. Il rend également applicable la procédure de l’ordonnance pénale pour sanctionner le recours à la prostitution d’autrui lorsque cette infraction n’est pas aggravée… »

— Danielle Bousquet et par Guy Geoffroy, Proposition de loi n° 4057 enregistrée à la présidence de l’Assemblée nationale le 7 décembre 2011

### Proposition de modification de la loi créant un délit général de recours à la prostitution
La proposition de modification de loi concernant la pénalisation des clients de la prostitution ne se contente pas de pénaliser les clients, mais également de faire de la prévention de ces derniers en les obligeant à suivre un stage de sensibilisation aux conditions d’exercice de la prostitution.

« Art. 225-12-1. – Le fait de solliciter, d’accepter ou d’obtenir, en échange d’une rémunération ou d’une promesse de rémunération, des relations de nature sexuelle de la part d’autrui est puni de deux mois d’emprisonnement et de 3 750 € d’amende.
Les peines sont portées à trois ans d’emprisonnement et à 45 000 € d’amende lorsque les relations sexuelles sont sollicitées, acceptées ou obtenues de la part d’un mineur ou d’une personne présentant une particulière vulnérabilité, apparente ou connue de son auteur, due à une maladie, à une infirmité, à une déficience physique ou psychique ou à un état de grossesse. »

— Proposition de loi n° 4057 enregistrée à la présidence de l’Assemblée nationale le 7 décembre 2011

« Art. 225-20-1. – Les personnes physiques coupables des infractions prévues à la section 2 bis du présent chapitre encourent également l’obligation d’accomplir un stage de sensibilisation aux conditions d’exercice de la prostitution, selon les modalités prévues à l’article 131-35-1. »

— Proposition de loi n° 4057 enregistrée à la présidence de l’Assemblée nationale le 7 décembre 2011

### Volonté du président de la République François Hollande et du gouvernement Ayrault de faire aboutir ces propositions de loi

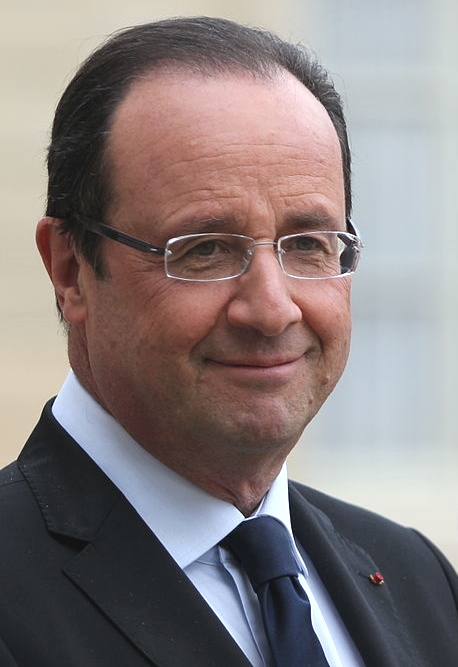
François Hollande, président de la République française, favorable à la pénalisation des clients.

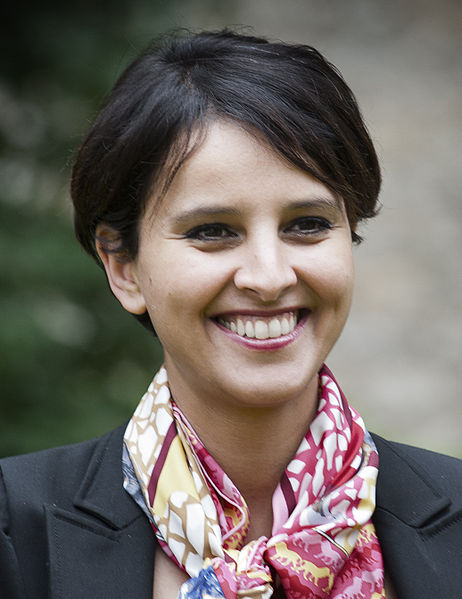
Najat Vallaud-Belkacem, ministre des Droits des Femmes du gouvernement Ayrault.

En mars 2012, le candidat à la présidence de la République François Hollande dit rejoindre les positions du Parti socialiste et se dit favorable à l'ouverture d'un débat sur la pénalisation des clients :

« C’est un débat très difficile car il oppose des personnes dont les convictions sont également respectables. En la matière, chacun doit respecter les convictions de l’autre et j’ai, moi aussi, les miennes, qui rejoignent celles du Parti socialiste. Il faut commencer par rappeler que l’abolitionnisme est un terme qui visait, initialement, l’abolition des maisons closes. Ce terme est resté, mais aujourd’hui, derrière le terme « abolitionnisme », il y a pour la plupart des associations l’idée de prévention et de réduction de la prostitution, qui est la mienne. Il ne faut donc pas confondre abolitionnisme et prohibitionnisme. S’agissant de la pénalisation des clients, j’entends les arguments de ceux qui redoutent les conséquences de ces dispositifs en termes de précarité et de santé pour les personnes prostituées. Je pense que la réflexion doit être ouverte, avec pour objectif d’améliorer la situation des personnes prostituées. L’idée de pénaliser les clients n’est pas de tomber dans une politique répressive, mais dans une logique de droits humains, qui était celle de la France jusqu’à la loi pour la sécurité intérieure portée par Nicolas Sarkozy en 2003. Chacun a bien sûr le droit de disposer librement de son corps, mais le fait qu’un client ait le droit de disposer librement du corps d’une autre personne parce qu’il a payé, dans les textes internationaux, est une atteinte aux droits humains. C’est dans cette logique qu’il convient de débattre de la pénalisation de ceux qui portent atteinte à ces droits humains. En réalité, ce qui nuit le plus à l’accès aux soins des personnes prostituées, aujourd’hui, c’est le délit de racolage passif instauré par Nicolas Sarkozy. Il faut supprimer ce délit, qui conduit à repousser la prostitution dans des zones peu accessibles pour les associations et, in fine, se traduit par un moindre accès aux soins et aux services sociaux pour les personnes prostituées. »

— François Hollande - Interview de Seronet - 19 mars 2012
Dans un entretien au Journal du dimanche en juin 2012, la ministre des Droits des Femmes, Najat Vallaud-Belkacem, a rappelé la position du gouvernement Ayrault en matière de prostitution :

« La question n'est pas de savoir si nous voulons abolir la prostitution — la réponse est oui — mais de nous donner les moyens de le faire », a déclaré la porte-parole du gouvernement et ministre des Droits des Femmes, qui a rappelé qu'une résolution adoptée par le Parlement avec le soutien de tous les partis préconisait la pénalisation des clients. »

— Najat Vallaud-Belkacem - Journal du Dimanche - Juin 2012

### Deux nouvelles propositions de loi déposées en octobre 2013

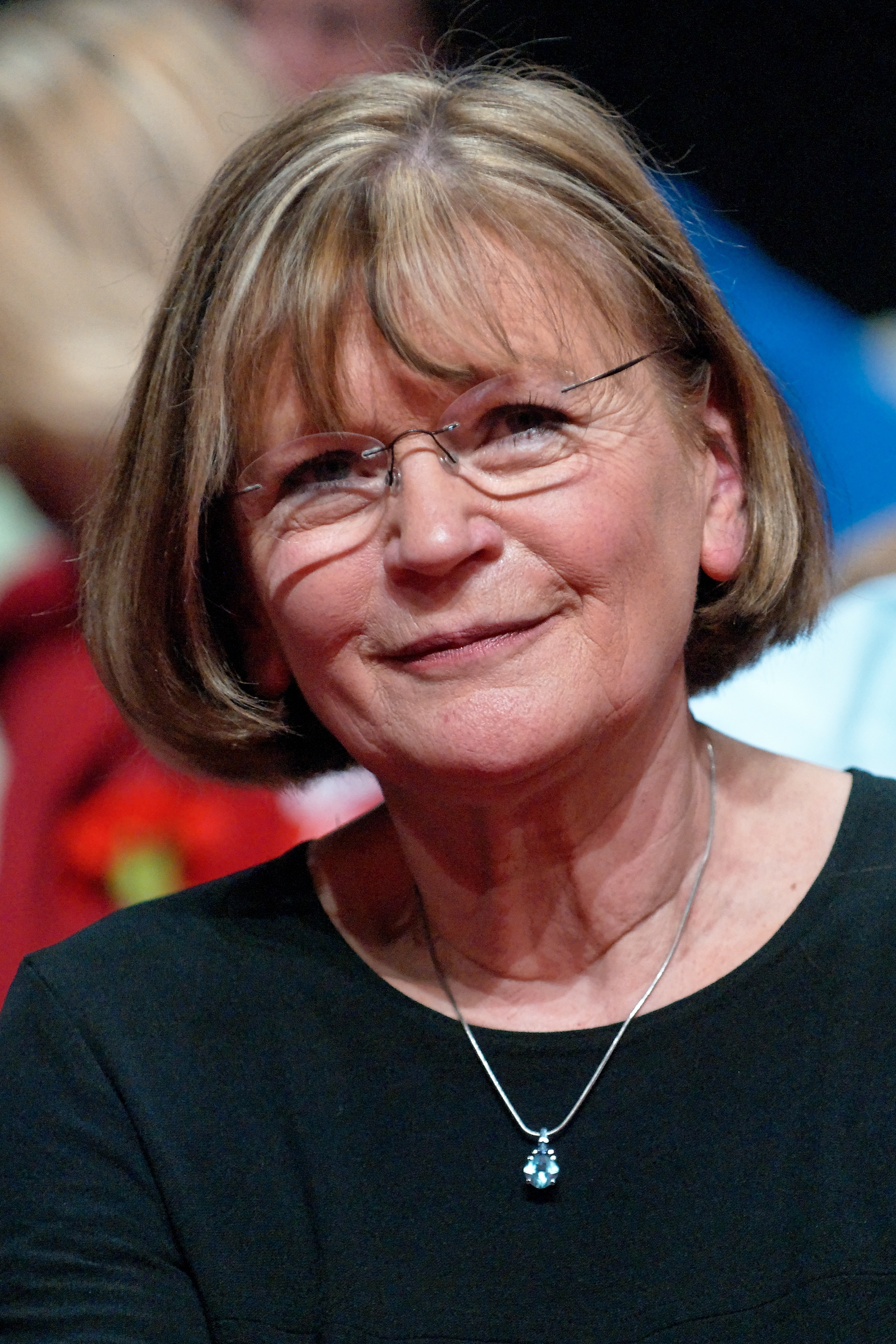
Marie-George Buffet qui dépose avec Huguette Bello une nouvelle proposition de loi le 10 octobre 2013

Le 10 octobre 2013, Marie-George Buffet, Huguette Bello et d'autres députés communistes déposent une nouvelle proposition de loi no 1436 visant à renforcer la lutte contre le système prostitutionnel. Le même jour, Bruno Le Roux et Maud Olivier et d'autres députés notamment  socialistes déposent également une nouvelle proposition de loi no 1437 visant à renforcer la lutte contre le système prostitutionnel, Maud Olivier est le rapporteur du texte qui devrait être débattu le 25 novembre 2013. Les grandes lignes de ces deux propositions de loi sont similaires à celle de 2011 puisqu'elles visent à pénaliser les clients des prostituées en leur infligeant une amende allant jusqu'à 1 500 euros. Les textes sur la pénalisation des clients des propositions de loi no 1436 et no 1437 sont identiques.

« Le chapitre IV instaure une interdiction d’achat d’acte sexuel en créant une contravention sanctionnant le recours à la prostitution.
L’interdiction de l’achat d’un acte sexuel nous permet de mettre en cohérence notre droit avec notre conception de la prostitution. La France a ratifié les traités internationaux reconnaissant la prostitution comme une violence. Depuis 2002, le recours à la prostitution de mineur ou de personne présentant une particulière vulnérabilité est un délit. Sanctionner l’acte de recours à la prostitution, c’est se placer dans la continuité des législations ayant criminalisé le viol et fait du harcèlement sexuel une infraction correctionnelle : l’objectif est toujours de soustraire la sexualité à la violence et à la domination masculine.
L’interdiction de l’achat d’un acte sexuel est à ce jour la mesure la plus efficace pour réduire la prostitution, et pour dissuader les réseaux de traite et de proxénétisme de s’implanter sur les territoires. C’est le bilan que la Suède tire de la mise en œuvre d’une telle législation depuis 1999. La Finlande, la Norvège et l’Islande l’ont suivie dans cette voie. L’interdiction de l’achat d’acte sexuel permet également de faire évoluer les représentations et les comportements.
L’interdiction de l’achat d’un acte sexuel est également la solution la plus protectrice pour les personnes qui resteront dans la prostitution. En inversant le rapport de force à l’œuvre avec les clients de la prostitution, l’interdiction de l’achat d’un acte sexuel permettra aux personnes prostituées de dénoncer les violences ou risques sanitaires (acte sexuel sans préservatif, etc.) qu’ils peuvent leur imposer.
L’article 16 procède à la création d’une contravention de cinquième classe sanctionnant le recours à la prostitution d’une personne majeure. Ces faits seront ainsi punis d’une amende de 1 500 euros. Le texte prévoit la récidive contraventionnelle de ces faits, qui seront alors puni de 3 000 euros.
L’infraction existante en ce domaine, qui concerne le fait d’avoir recours à la prostitution d’un mineur et/ou d’une personne présentant une particulière vulnérabilité, est conservée pour devenir des circonstances aggravantes du délit de recours à la prostitution. La progressivité de ce dispositif pénal tend à accompagner un changement important de la société française en interdisant la violence que constitue l’achat d’un acte sexuel.
Les 3° et 4°, ainsi que le II, procèdent aux coordinations nécessaires.
L’article 17, I crée une peine complémentaire visant à sanctionner le recours à la prostitution. Est créé un stage de sensibilisation aux conditions d’exercice de la prostitution, sur le modèle des stages de sensibilisation à la sécurité routière ou aux dangers de l’usage des produits stupéfiants. Ce stage pourra avoir lieu auprès d’associations agréées, et aura pour objectif de faire connaître aux clients de la prostitution les conditions de vie et d’exercice de la prostitution, ainsi que la réalité du phénomène de la traite des êtres humains aux fins d’exploitation sexuelle et du proxénétisme.
Le II fait de cette nouvelle peine une mesure susceptible de constituer une alternative aux poursuites et d’être prononcée dans le cadre d’une composition pénale. »

— Proposition de loi renforçant la lutte contre le système prostitutionnel n° 1436 présentée par de nombreux députés du parti communiste et enregistrée à la Présidence de l’Assemblée nationale le 10 octobre 2013. Proposition de loi renforçant la lutte contre le système prostitutionnel n° 1437 présentée par de nombreux députés et enregistrée à la Présidence de l’Assemblée nationale le 10 octobre 2013.
Selon un sondage commandité par le ministère du droit des femmes, moins d'un Français sur quatre est favorable à une telle incrimination des clients des prostituées.
La loi est adoptée à l'Assemblée nationale le 4 décembre 2013, et a été modifiée en mars 2015 au Sénat qui a supprimé l'article relatif à la pénalisation des clients, soulignant les « effets délétères » qu'une telle mesure pourrait engendrer, et rétabli le délit de racolage. Le texte doit être examiné à nouveau par l'Assemblée nationale avant de revenir en seconde lecture au Sénat.
En juin 2015, l'Assemblée nationale revient à la proposition initiale sans tenir compte des modifications du Sénat et vote la pénalisation des clients de prostituées ; le texte est renvoyé au Sénat.
La loi est adoptée en 2016.

## Origine des propositions de loi
La proposition de loi de 2011 fait son apparition dans un contexte ou plusieurs conceptions de la prostitution s'affrontent. Par ailleurs, elle fait son apparition dans un contexte difficile pour les prostitué(e)s en France et une forte mobilisation des associations abolitionnistes. Il en est de même pour les deux nouvelles propositions de loi d'octobre 2013.

### Conceptions de la prostitution
Cette proposition de loi s'inscrit clairement parmi ces trois conceptions, dans celle abolitionniste.
On peut distinguer globalement trois conceptions de la prostitution, produisant trois approches politiques des États sur l'existence de la prostitution.
- L’approche réglementariste voit la prostitution comme une activité professionnelle normale. 
Il suffit de la réglementer et de la réguler comme toutes les autres, et de l'encadrer en protégeant les droits des travailleurs et en prévenant les abus des employeurs. Les prostitué(e)s sont considéré(e)s comme des travailleurs du sexe.
La réglementation s'est souvent faite par le biais de lois et de registres de personnes prostituées. Aujourd'hui, les résultats les plus aboutis de la logique réglementariste se trouvent dans les législations des Pays-Bas[16] et de l'Allemagne. Dans ces deux pays toutes les entreprises de quinze employés et plus, y compris les bordels, doivent obligatoirement « avoir à l'emploi » des apprentis sous peine de pénalités financières. D'autres pays, comme la Turquie, la Tunisie, la Suisse, la Hongrie, la Grèce et l'Autriche, ont également légalisé la prostitution.
- Pour les abolitionnistes, la prostitution est une forme d'exploitation et une atteinte à la dignité humaine qui doit être abolie. 
Les personnes prostituées sont des victimes non-punissables et les proxénètes des criminels. Les pays abolitionnistes refusent toute réglementation, laquelle ne peut que cautionner l'existence de la prostitution.
  - Les néo-abolitionnistes sont les pays qui pénalisent les clients des personnes prostituées, mais pas ces dernières. Dans de nombreux cas, des mesures d'accompagnement à des alternatives à la prostitution sont prévues. Ces pays sont la Suède (1999), la Norvège (2008) et l'Islande (2009), c'est-à-dire qu'en Suède, en Norvège[17] et en Islande[18] les clients sont punis par la loi mais pas les prostitué(e)s. En Finlande, la loi prévoit depuis 2006 une peine de six mois de prison pour les clients des prostitué(e)s « victimes du proxénétisme ou du trafic d'êtres humains ». [réf. nécessaire] Les clients peuvent être sanctionnés au titre de corrupteurs. [réf. souhaitée]
- L’approche prohibitionniste voit des criminels dans les personnes prostituées et les proxénètes. 
La police et la justice sanctionnent ces activités. Les clients peuvent être sanctionnés. 
Des pays prohibitionnistes sont l'Égypte[19], le Maroc[19], les Comores, Belize[19], les États-Unis (sauf dans dix comtés du Nevada, où elle est réglementée)[19] l’Arabie saoudite[20], la Birmanie[19], la Corée du Sud[19], les Émirats arabes unis[19], l’Iran[21], le Laos[19], la Mongolie[19], le Népal[19], les Philippines[19], la République populaire de Chine[22] le Sri Lanka [réf. nécessaire], le Viêt Nam[23] le Yémen[24].

### Engagements internationaux de la France

Emblème du Haut-Commissariat des Nations unies aux droits de l'homme

Convention pour la répression de la traite des êtres humains et de l'exploitation de la prostitution d'autrui
Par ailleurs, la France est liée depuis 1960 à la convention pour la répression de la traite des êtres humains et de l'exploitation de la prostitution d'autrui approuvée par sa résolution 317 (IV) du 2 décembre 1949 et entrée en vigueur le 25 juillet 1951, conformément aux dispositions de l'article 24 de la convention.

« Article premier
Les Parties à la présente Convention conviennent de punir toute personne qui, pour satisfaire les passions d'autrui :
1) Embauche, entraîne ou détourne en vue de la prostitution une autre personne, même consentante;
2) Exploite la prostitution d'une autre personne, même consentante.
Article 2
Les Parties à la présente Convention conviennent également de punir toute personne qui :
1) Tient, dirige ou, sciemment, finance ou contribue à financer une maison de prostitution;
2) Donne ou prend sciemment en location, en tout ou en partie, un immeuble ou un autre lieu aux fins de la prostitution d'autrui.
Article 3
Dans la mesure où le permet la législation nationale, toute tentative et tout acte préparatoire accomplis en vue de commettre les infractions visées à l'article premier et à l'article 2 doivent aussi être punis. »

— Convention pour la répression de la traite des êtres humains et de l'exploitation de la prostitution d'autrui des Nations unies - 2 décembre 1949
La convention pour la répression de la traite des êtres humains et de l'exploitation de la prostitution d'autrui a été adoptée par l'assemblée générale des Nations unies le 2 décembre 1949.
Cette convention peut être considérée comme le résultat des campagnes menées par le mouvement abolitionniste depuis la seconde moitié du XIXe siècle. En effet, la convention dans son préambule considère que « la prostitution et le mal qui l'accompagne, à savoir la traite des êtres humains en vue de prostitution, sont incompatibles avec la dignité humaine et la valeur de la personne humaine et mettent en danger le bien-être de l'individu, de la famille et de la communauté. »
En particulier, elle prévoit la suppression de toutes formes de fichage des personnes dans la prostitution, l'interdiction et la poursuite de toutes formes de proxénétisme, y compris si la personne prostituée se dit consentante, la protection et la réinsertion des personnes prostituées, en particulier celles victimes de la traite.
Cet engagement rend en l'état tout approche liée à un réglementarisme liée à la réouverture de maisons clauses impossible. En revanche, un réglementarisme liée à une prostitution uniquement indépendante ne serait pas impossible selon cette convention.
Convention relative aux droits de l’enfant
La France est partie à la Convention relative aux droits de l’enfant ainsi qu’à ses deux protocoles facultatifs, concernant la vente d’enfants, la prostitution des enfants et la pornographie mettant en scène des enfants, et concernant l’implication d’enfants dans les conflits armés.

### Contexte de la prostitution en France
Cette proposition de loi fait son apparition dans un contexte flou pour les prostitué(e)s en France, notamment à la suite de la loi de sécurité intérieure votée sous Nicolas Sarkozy. La prostitution en France n'est pas pénalisée. Le racolage passif est un délit au même titre que le proxénétisme, la traite des êtres humains et la prostitution des mineurs. En 2003, un délit de racolage passif a été introduit dans le code pénal. Il est puni d'une amende de 3 750 euros et de deux mois de prison.
Il y aurait en France entre 18 000 et 20 000 personnes prostitué(e)s. Il s'agit très majoritairement de femmes. Il s'agit aussi très majoritairement de personnes étrangères. Cette activité serait exercée à 80 % par des personnes étrangères originaires de Chine, des pays de l'Est et du Nigeria.
En France, la prostitution est donc légale (à l'exception de celle des mineurs et des personnes vulnérables comme les femmes enceintes ou les handicapés), mais le racolage et le proxénétisme  sont interdits, y compris le racolage passif (depuis 2003), le proxénétisme hôtelier (« permettre régulièrement à une ou plusieurs personnes à se livrer à la prostitution dans tout établissement ouvert au public ou utilisé par le public ») et le proxénétisme de soutien (notamment « l’aide, l’assistance, ou la protection de la prostitution d’autrui ; tirer profit de la prostitution d’autrui »). Cette dernière interdiction est particulièrement critiquée, car elle est susceptible d'incriminer indistinctement tout l'entourage d'une prostituée : compagne ou compagnon, enfants majeurs, amis, collègues. Les revenus des prostitué(e)s sont assujettis à l'impôt, ce qui fait parfois qualifier l'état de « premier proxénète de France »[réf. nécessaire]. Depuis la loi « Marthe Richard » de 1946, l'abolitionnisme ne lutte plus seulement pour l'abolition de la réglementation de la prostitution mais pour l'abolition de la prostitution dans son ensemble.

### Mobilisation d'associations abolitionnistes
Il y a eu une forte mobilisation des associations abolitionnistes. On peut citer par exemple, trois associations qui ont rédigé leur pétition intitulée « abolition 2012 » : l'Amicale du Nid, la Fondation Scelles et le Mouvement du Nid. Ces associations demandent notamment : le renforcement de la lutte contre toute forme de proxénétisme, l'interdiction de tout achat d'acte sexuel et la pénalisation des clients. Elles demandent par ailleurs, la suppression de toutes les mesures répressives à l'encontre des victimes de la prostitution.
Ainsi Françoise Gil, sociologue et spécialiste de la prostitution souligne-t-elle dans une interview dans 20 minutes le lobbying des associations abolitionnistes.

« Après le rapport rendu au printemps dernier, l’Assemblée nationale confirme ses motivations, c’était prévisible ? Tout à fait, c’est tout sauf du hasard. Il y a eu un véritable travail de lobbying effectué par le mouvement du Nid auprès des parlementaires. À chaque fois que j’ai discuté avec des députés, j’entendais le vocabulaire, le dogme, de cette association, sur le client qui devient le « prostitueur ». Quand j’ai été auditionnée par la mission d’information parlementaire, ils avaient déjà décidé de conclure selon cette idéologie, il y avait un parti pris évident... »

— Françoise Gil, sociologue et spécialiste de la prostitution - Interview dans 20 minutes - Le 7 décembre 2011

## Débat passionné
L'idée d'une loi visant à pénaliser les clients de la prostitution fait vivement débat au sein de la société française ainsi que des partis politiques. Ce débat revient à discuter de l'abolitionnisme, l'une des trois grandes approches possibles de la prostitution. Ce débat est passionné, car il se trouve au carrefour de nombreuses problématiques complexes : obligation de l'État de protéger ses citoyens, liberté de chacun, droit, sexualité, morale…

### Débat de société

De nombreux journaux font vivre le débat comme l'Express ou le Nouvel Observateur

De nombreux articles publiés en 2011 et 2012 dans la presse française s'opposent à la volonté des députés, puis de celle du gouvernement Ayrault de pénaliser les clients de prostitué(e)s. De nombreux journaux font vivre le débat comme le Nouvel Observateur qui souhaite exposer les points de vue différents.
Le 6 décembre 2011, une première manifestation devant l’Assemblée nationale a lieu pour dénoncer le vote d’une résolution sur l’abolition de la prostitution. À nouveau, le 17 décembre, Morgane Merteuil à la tête du STRASS (Syndicat du travail sexuel) et des associations de lutte contre le sida dont AIDES, Arcat, Act Up-Paris-Paris organisent une nouvelle manifestation à Paris contre la pénalisation des clients.
À de nombreuses reprises, les travailleurs et travailleuses du sexe rappellent dans la presse leur opposition à cette proposition de loi.
L'opinion française reste quant à elle dubitative. Elle garde d'ailleurs à l'esprit le contraste immense qui existe dans le monde de la prostitution. Que ce soit une exploitation liée au crime organisé le plus terrible qui soit, telle que le véhicule le film Taken . Ou à l'opposé, l'idée que plusieurs personnes exercent cette activité de façon librement choisie, telle Zahia Dehar rendue célèbre par ses relations tarifées avec des personnalités du football et qui a par la suite lancé sa propre ligne de lingerie.

### Débat au sein même des partis politiques

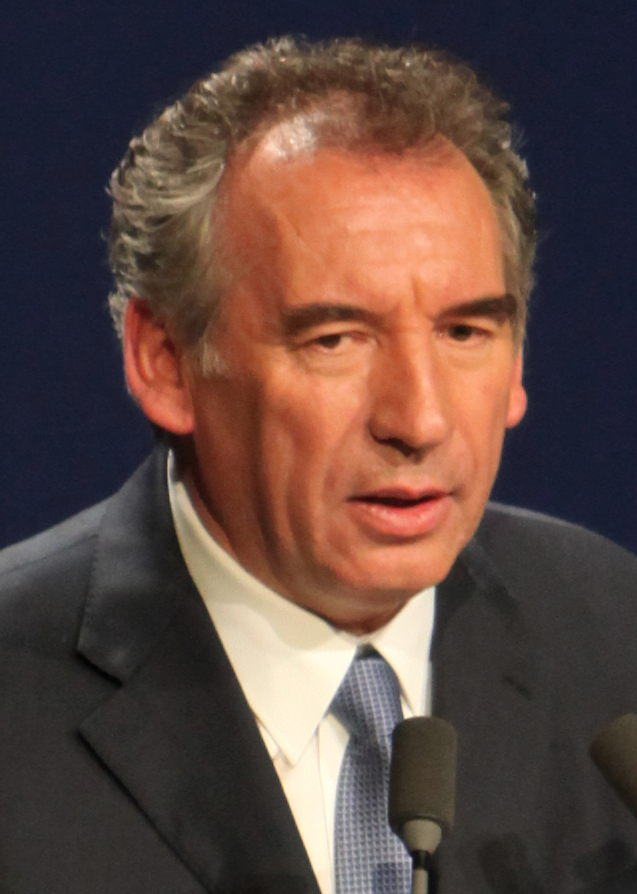
François Bayrou parle d'une proposition de loi hypocrite

Si de nombreuses personnalités de droite et de gauches sont pour la pénalisation des clients, il n'en demeure pas moins que ce sujet est débattu au sein même des différents partis politiques.
- En avril 2011, Roselyne Bachelot de l'UMP envisage de sanctionner pénalement les clients de la prostitution. Le député UMP des Bouches du Rhône Richard Mallié affirme en novembre 2011 : « Je pense que c'est le plus vieux métier du monde, comme on l'appelle, donc que c'est quelque chose qui a une certaine nécessité. Donc de ce fait là, qu'il faudrait mieux le réglementer. Il vaudrait mieux que certaines personnes aient cette possibilité que de les voir faire des agressions sexuelles »[33].
- François Bayrou, président du Mouvement démocrate, parle alors d'une proposition « hypocrite ». Selon lui : « La prostitution ne sera pas régulée par la pénalisation »[34].
- En juillet 2012 dans Libération, Michaël Moglia, membre du conseil national du Parti socialiste et conseiller régional du Nord-Pas-de-Calais[35] souligne qu'« il ne faut pas se tromper de combat. Pour la gauche, ce n’est pas la morale mais bien l’intérêt des prostitués qui doit être au cœur du débat sur la prostitution ».
- Quant aux écologistes, ils sont fortement partagés selon Yves Cochet : « La moitié d'entre nous est abolitionniste mais l'autre moitié considère que les prostituées sont des travailleuses du sexe pour qui il faut, à court terme, obtenir des droits sanitaires et sociaux »[5]. En novembre 2011, Noël Mamère affirme quant à lui : « Nous avons toujours considéré que les hommes et les femmes qui se prostituent sont des travailleurs du sexe »[33].
- En décembre 2011, le NPA (Nouveau Parti anticapitaliste) s'oppose dans un communiqué de presse à la pénalisation des clients[36].

« La proposition de loi des députés D. Bousquet et G. Geoffroy prétend protéger «les victimes de la traite des êtres humains et du proxénétisme» en pénalisant les clients. Soi-disant menée au nom des droits des femmes, cette proposition s'inscrit au contraire dans la droite ligne de la LSI de 2003 introduisant le délit de racolage passif, qui conduit à criminaliser les prostitué-e-s et à aggraver leur vulnérabilité.
En effet, la pénalisation du client ne fait pas disparaître la prostitution, mais rend simplement plus difficile les conditions dans lesquelles elle s'exerce. Contraint-e-s d'exercer dans des lieux cachés des forces de police, les prostitué-e-s auront, si cette mesure est adoptée, encore moins accès aux services de santé et de dépistage et seront davantage exposé-e-s aux agressions tout en vivant dans la hantise d'un contrôle policier. Cette proposition de loi s'inscrit donc dans une logique de criminalisation de la pauvreté et de stigmatisation des personnes prostituées.
Pour le NPA, une vraie politique pour les prostitué-e-s doit avant tout s'attaquer à la misère et aux violences générées par les politiques libérale, sécuritaire et de fermeture des frontières dont se nourrit le système prostitutionnel. Elle doit supprimer toute répression directe (délit de racolage) ou indirecte (pénalisation des clients) des prostitué-e-s et leur permettre de bénéficier des lois contre les violences. Elle doit favoriser leur accès aux droits: à la protection sociale, au logement, au titre de séjour, à la justice, au droit d'association, à la formation et une aide réelle pour ceux/celles qui veulent sortir de la prostitution.
C'est pourquoi le NPA s'engage contre cette pénalisation du client et s'associe aux mobilisations qui s'y opposent... »

— Communiqué de presse du NPA - 15 décembre 2011

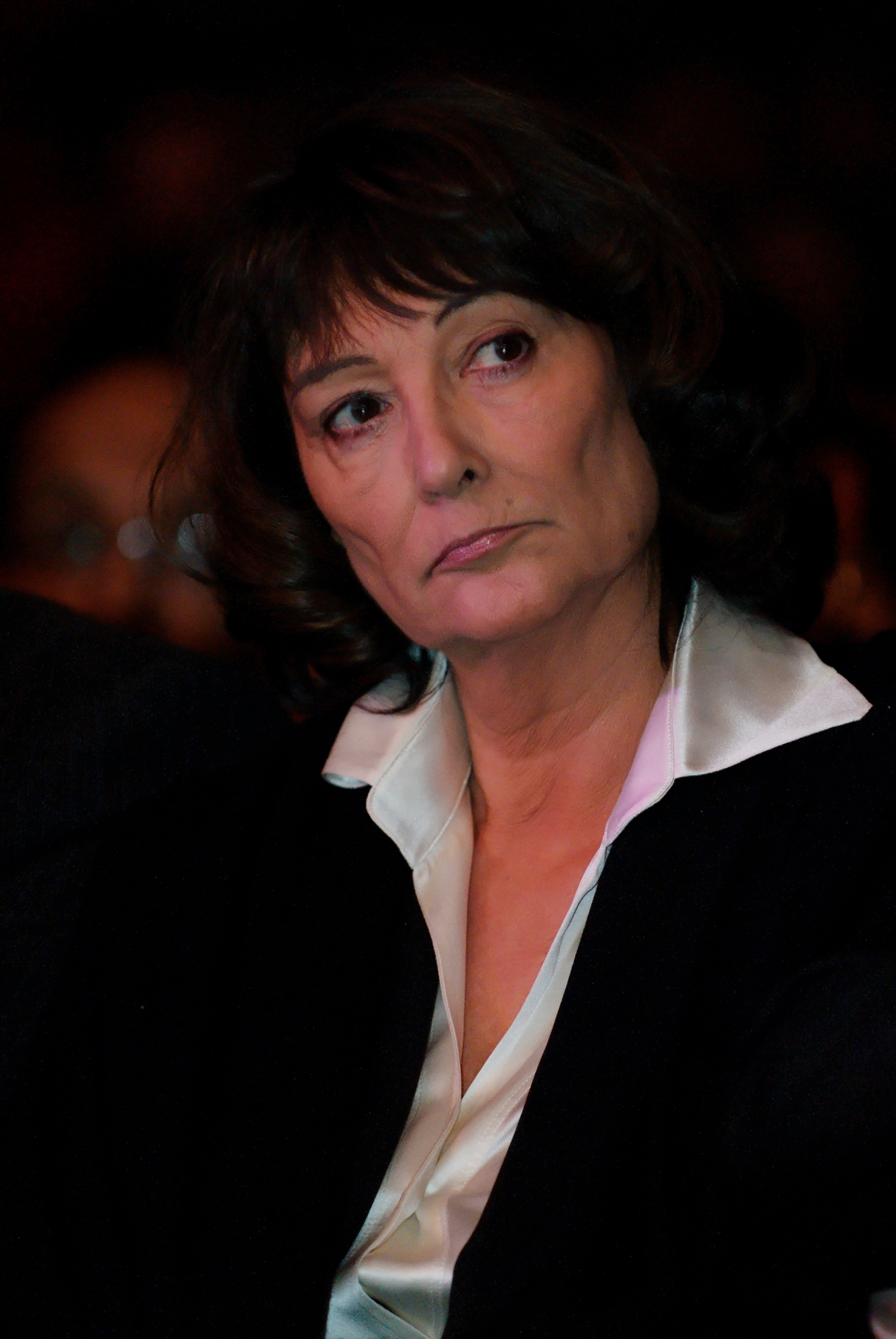
Sylviane Agacinski se dit favorable à la pénalisation des clients

La philosophe Sylviane Agacinski s'oppose vivement à la tribune du Nouvel Observateur du 23 août 2012. 

« Loin d’éclairer la question de la prostitution, la tribune publiée dans le Nouvel Observateur l’obscurcit. Le problème est qu'elle ne fait pas de distinction entre la relation vénale occasionnelle entre deux personnes et la prostitution exercée « à plein temps ». Du coup, elle situe la prostitution dans « un domaine éminemment privé » (sic), alors que la prostitution de masse, ou en série, met le corps des femmes sur le marché, c’est-à-dire sur la place publique.
Le législateur n’a pas vocation à intervenir dans la morale privée des « femmes entretenues » ou des « gigolos », ce qui lui serait d’ailleurs impossible. Mais il lui appartient de dire si le corps humain et ses organes doivent être reconnus comme des marchandises à la disposition du public, ce qui serait contraire au droit français.
Les signataires de la tribune défendent quant à eux la « liberté » de se vendre, puisque chacun « doit être libre de ce qu’il veut faire de son corps ». Si c’était le cas, on n’aurait plus besoin de droit du travail pour protéger les individus contre les contrats abusifs... »

— Sylviane Agacinski. Tribune du Nouvel Observateur du 6 septembre 2012.

### Volonté de faire disparaître la prostitution

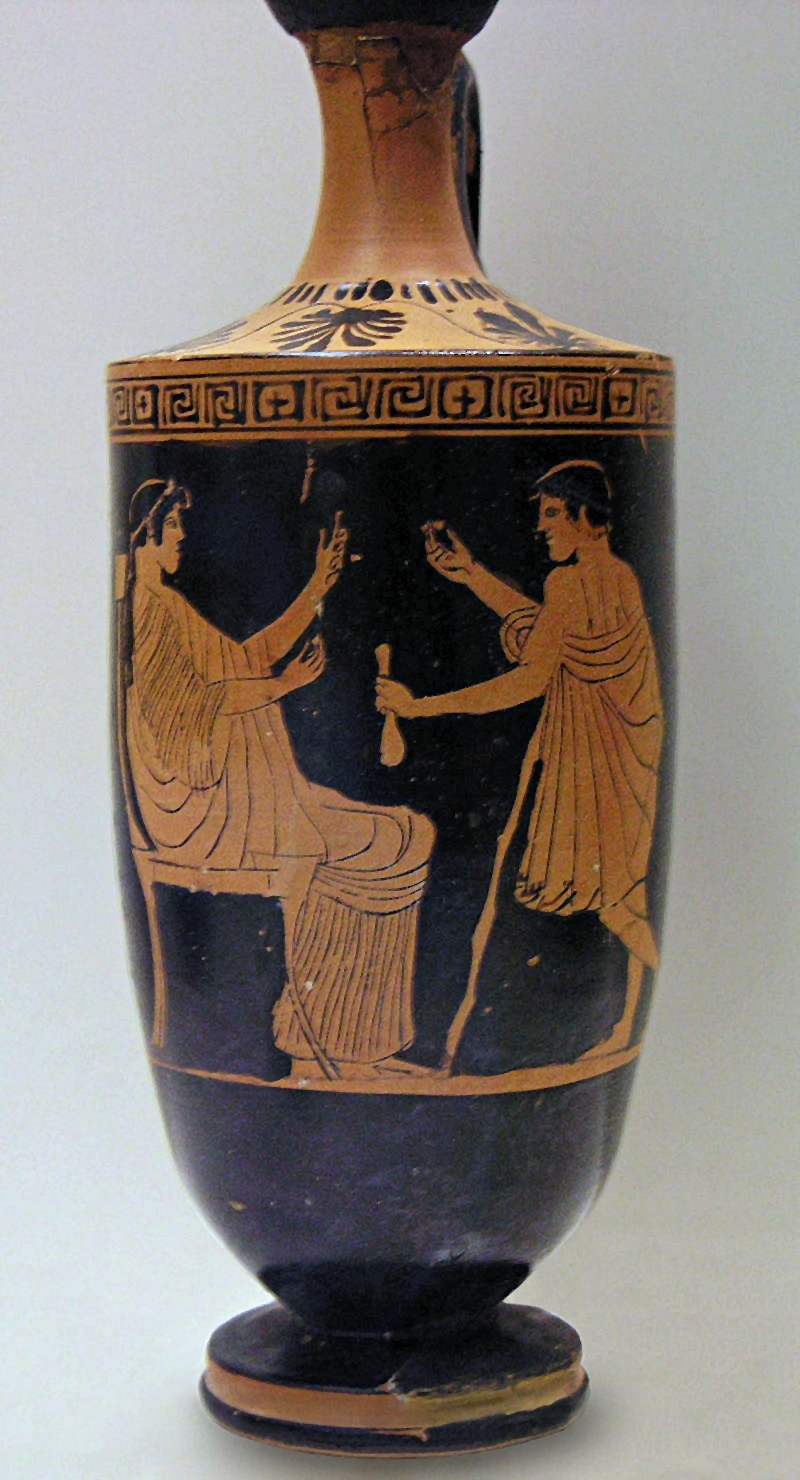
La prostitution masculine a existé de tout temps ; ici à Athènes en Grèce 450 ans av. J.-C.

L'un des arguments mis en avant est la volonté voire la nécessité de faire disparaître la prostitution considérée comme synonyme de violence aux femmes ou encore comme très majoritairement subie et non choisie. Les prostitué(e)s seraient des victimes et non des salarié(e)s.
Ainsi Najat Vallaud-Belkacem, ministre des Droits des femmes et porte-parole du gouvernement affirme dans le JDD du 23 juin 2012 sa volonté de voir disparaître la prostitution car il faut protéger l'immense majorité des prostituées…

« Mon objectif, comme celui du PS, c’est de voir la prostitution disparaître. Je ne suis pas naïve, je sais que ce sera un chantier de long terme. Cette position abolitionniste est le fruit d’une réflexion tirant les leçons des insuffisances des dispositifs actuels. Dans cette optique, le Parlement a adopté l’an dernier une résolution qui préconise la pénalisation des clients. Tous les partis l’ont votée. Le ministre de l’Intérieur, Manuel Valls, et moi-même ne resterons pas inactifs sur cette question. Sans aucun jugement moral, il s’agit de protéger l’immense majorité des prostituées, qui sont d’abord des victimes de violences de la part des réseaux, des proxénètes. »

— Najat Vallaud-Belkacem, ministre des Droits des femmes et porte-parole du gouvernement - Interview du JDD le 23 juin 2012
La Convention Abolition, avec laquelle ont travaillé les personnes ayant rédigé la proposition de loi, affirme être pour l'adoption d'une loi d'abolition du « système prostitueur » et propose sept mesures dont la no 4 tient à l'interdiction de tout achat d'un acte sexuel et à la pénalisation des clients.

« Pour l'adoption d'une loi d'abolition du système prostitueur !
Parce qu'en payant pour obtenir un rapport sexuel, le client prostitueur impose sa volonté au mépris de l'autre et son désir ;
Parce que tout acte sexuel non désiré constitue une violence ;
Parce qu'en plaçant le corps humain dans le champ du marché, la prostitution porte atteinte au principe fondamental de respect de la dignité de la personne et de son intégrité physique et psychique ;
J'affirme que le système prostitueur constitue :
Une violence inscrite dans la longue histoire de la domination masculine,
Une exploitation de toutes les inégalités,
Un obstacle fondamental à l'égalité entre les femmes et les hommes,
Une violation des droits humains.
Je demande une loi d'abolition de ce système et une politique publique effective, cohérente et globale incluant les mesures suivantes :
...
4 - L'interdiction de tout achat d'un acte sexuel et la pénalisation des clients,
... »

— Convention Abolition - Site Internet Abolition 2012.fr

« Il faut penser au plus grand nombre. Si pour une minorité, la prostitution est un choix, la majorité des travailleuses du sexe la vit comme une pratique destructrice et d'une violence extrême. C'est comme le don d'organe : certaines personnes vont donner un rein en toute conscience, mais on sait que si on autorise cette pratique, les dérapages seront fréquents. »

— Claire Quiret, la porte-parole de la Convention Abolition - Interview dans l'Express - Le 30 décembre 2011

### Diminution de la demande de prostitution, moyen de lutter contre le proxénétisme et la traite d'êtres humains
La pénalisation des clients devrait faire diminuer la demande de prostitution grâce à la peur des clients d'être poursuivis pénalement, mais aussi grâce à leur sensibilisation à la condition des prostitué(e)s. Or la diminution de la demande serait un moyen efficace de lutter contre le proxénétisme et la traite d'êtres humains.

### Difficultés liées aux lois réglementaristes adoptées dans d'autres pays

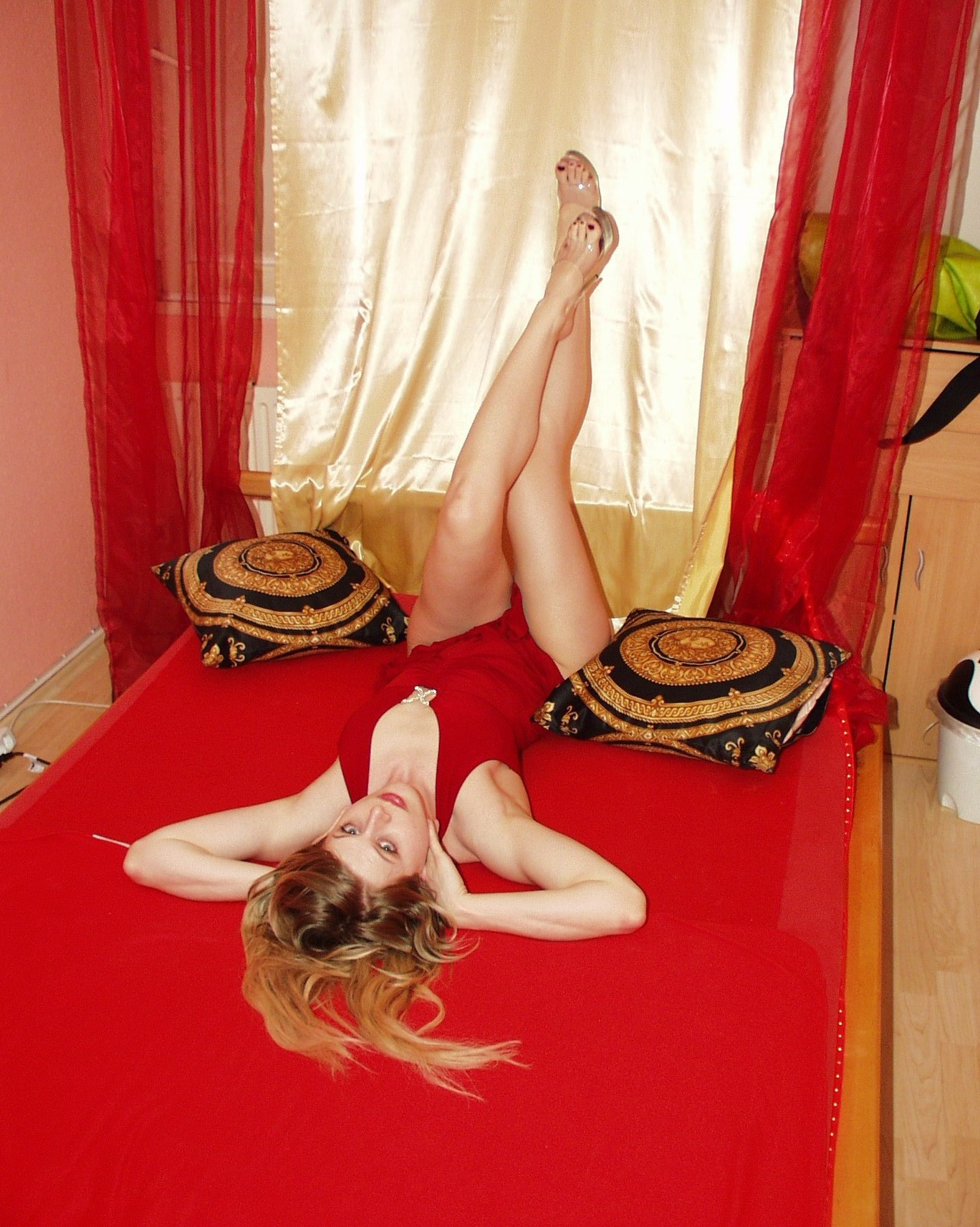
Prostituée dans une maison close en Allemagne qui a adopté des lois réglementaristes, lois critiquées par les abolitionnistes

Plusieurs personnes mettent en avant l'échec des lois réglementaristes adoptées dans d'autres pays comme l'Allemagne, l'Espagne ou encore les Pays-Bas, tant pour les faibles conditions de travail des prostitué(e)s de maisons closes, que par le rôle d'aspirateur de prostitué(e)s étrangers qu'elles représentent ou encore par l'accroissement du proxénétisme.

« Les partisans du réglementarisme arguent souvent qu’en légalisant le proxénétisme et en encadrant la prostitution par le droit du travail, on lutterait mieux contre les réseaux de traite du crime organisé, et contre la prostitution des enfants. Cela permettrait également, selon eux, de protéger les prostitué-e-s en leur faisant bénéficier de la Sécurité sociale, de l’assurance-vieillesse, en permettant le contrôle sanitaire (dépistage VIH...) et l’arrêt des discriminations et exclusions dont ils et elles font l’objet. Enfin, les États qui optent pour le réglementarisme pensent préserver la « bonne moralité » et prévenir les « troubles à l’ordre public » en cloisonnant la prostitution dans des lieux et des temps définis. Une enquête de la Fondation Scelles dans plusieurs pays réglementaristes montre que la réalité est loin de ces promesses.
Là où elles sont mises en place, les législations réglementaristes permettent une industrialisation du proxénétisme, avec par exemple les eros centers (sortes de supermarchés du sexe où officient les prostitué-e-s) et un marketing agressif (forfaits client illimités, points fidélité…). En Allemagne, la dépénalisation du proxénétisme il y a huit ans a entraîné une augmentation de 70 % du trafic d’êtres humains.
Les réseaux de traite mafieux, eux, continuent généralement de contrôler indirectement le marché. À Amsterdam, trois ans après qu’en 2000 les maisons closes aient été légalisées, le maire déclarait qu’il « apparaissait impossible de créer pour les femmes prostituées une zone saine et contrôlable qui ne soit pas récupérée par le crime organisé », avant de tenter une opération de rachat des bordels du « quartier rouge » pour restructurer le quartier. »

— Dossier prostitution - Conséquences concrètes : les effets pervers du réglementarisme dans Alternative libertaire - Le 10 octobre 2010
Il semble important de préciser que la fondation Scelles est pour la pénalisation des clients. Son rapport doit être donc lu avec cette volonté en tête.

### Arguments contre les positions des personnes opposées à la pénalisation
On trouve plusieurs critiques dans la presse liées à certains arguments mis en avant par les personnes opposées à la pénalisation :
- Dire que : "la prostitution serait le plus vieux métier du monde, cela existerait depuis toujours. Il serait donc insensé de vouloir y mettre un terme" n'a pas de sens. En effet, avec un tel raisonnement, nos sociétés n'auraient jamais mis fin à l'esclavage, ou encore à la peine de mort puisqu'on aurait pu dire la même chose les concernant. Le fait que quelque chose existe depuis toujours ne semble pas un argument recevable pour refuser d'y mettre fin.
- Dire que : "vouloir abolir la prostitution est une utopie, et que donc il ne faut pas pénaliser les clients", n'a pas de sens. En effet, lorsque l'on légifère contre le terrorisme, les crimes de guerre, l'assassinat, le viol… le législateur sait bien qu'il ne les fera pas disparaître, mais il espère en limiter la pratique, comme le souligne la Fondation Scelle[43].
- Dire que : "certain(e)s prostitué(e)s ont choisi librement de se prostituer", c'est oublier un peu vite que beaucoup y ont recours pour des raisons financières. Si la contrainte n'est pas celle d'un proxénète, la contrainte est souvent d'ordre économique[44],[Note 1]. Ainsi, dans l'approche réglementariste, on constate que des établissements emploient des prostitué(e)s qui s'y résolvent pour des difficultés financières. On comprend alors la difficulté d'appréhender les notions de "contraint" ou "subi" versus "librement choisi". Par ailleurs, la convention des Nations unies de 1949 contre la traite des êtres humains et l'exploitation de la prostitution d'autrui ne fait pas la distinction entre les différentes formes de contraintes : économiques ou autres[45]. Ainsi, selon cette convention une maison close dans un pays réglementariste qui emploierait des prostitué(e)s exerçant ce métier car contraint(e)s financièrement, exercerait de la traite des êtres humains. Or il est évident que toutes les personnes qui travaillent dans une maison close ne le feraient pas forcément si elles n'avaient pas de contrainte économique. Ainsi, on peut presque affirmer qu'une maison close violera toujours la convention des Nations unies de 1949 contre la traite des êtres humains et l'exploitation de la prostitution. Un pays qui veut donc respecter cette convention ne devrait donc pas a priori légaliser les maisons closes.

## Critiques des personnes opposées à la pénalisation des clients

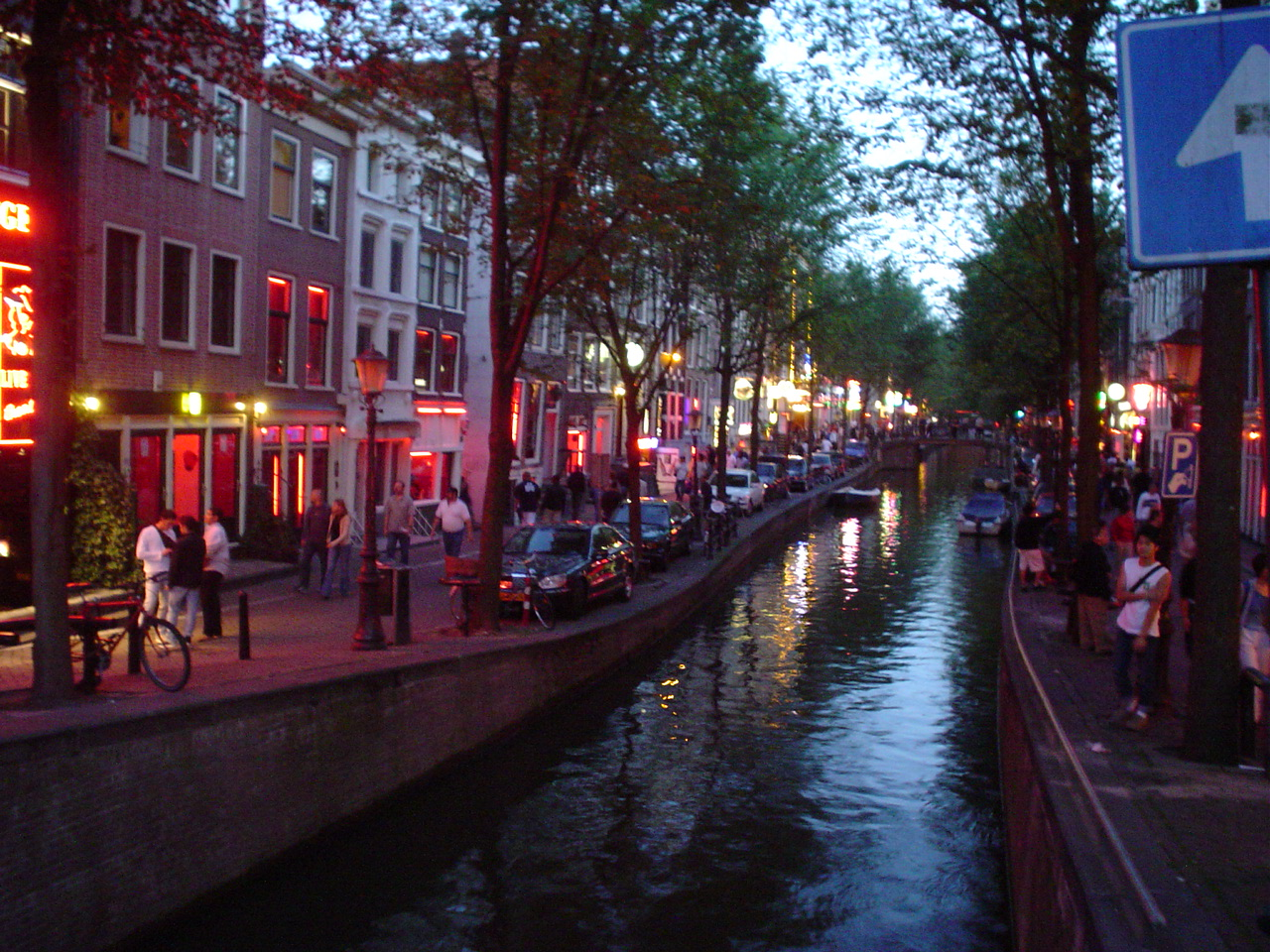
Amsterdam aux Pays-Bas, qui a adopté une conception réglementariste de la prostitution

### Remise en cause scientifique du rapport ayant servi de base à cette proposition de loi
La méthodologie retenue pour réaliser le rapport servant de base à cette proposition de loi est remis en cause sur plusieurs points fondamentaux : amalgame entre prostitution et exploitation sexuelle, confusion entre prostitution choisie et prostitution subie, affirmations statistiques erronées, échantillon non représentatif, non prise en compte des témoignages n'allant pas dans le sens de l'étude, rédacteurs orientés idéologiquement…

« Ce texte se base sur un rapport erroné. Le rapport présenté par Danielle Bousquet, député socialiste qui a présidé une mission d’information parlementaire sur la prostitution en France fait un amalgame entre prostitution et exploitation sexuelle. Il affirme que 90 % des prostituées sont étrangères et victimes de la traite. Mais c’est faux ! La prostitution de rue ne représente qu’une toute petite partie de la prostitution aujourd’hui. Et les travailleuses étrangères ne sont pas toutes victimes de la traite. En réalité, il existe beaucoup plus d’indépendantes que ce que veut bien dire le rapport. Si on veut s’en prendre aux réseaux, il y a d’autres solutions. Ouvrir les frontières par exemple. Car beaucoup d’étrangères se retrouvent sur le trottoir pour payer les dettes qu’elles ont contractées auprès des passeurs qui les ont fait entrer en France.
Par ailleurs, le rapport de Danielle Bousquet se base sur les témoignages de 200 personnes. Mais seulement une quinzaine de travailleuses du sexe a été interrogée, dont seulement sept exerçaient encore ! Tous les autres, ce sont… des experts.
Quelques personnes du STRASS ont été auditionnées par Danielle Bousquet mais tous les propos qui n’allaient pas dans le sens de ce qu’elle voulait démontrer n’ont pas été retenus. Je crois que ce rapport n’avait pas pour vocation de donner un état des lieux objectif de la prostitution en France mais d’aller dans le sens d’une idée précise de la prostitution, teintée de moralisme. »

— Interview de Morgane Merteuil, secrétaire générale du Syndicat du travail sexuel par Gaëlle Le Roux - France 24 - Le 8 décembre 2011

### Approche idéologique de la loi
Une critique très répandue de cette loi tient à affirmer l'approche idéologique de la loi : recours non justifié aux références des valeurs de la République française pour justifier un point de vue idéologique, non-respect de la vie privée et de la liberté de disposer librement de son corps, stigmatisation des clients, moralisme sur un métier touchant à la sexualité…[réf. nécessaire]
Une critique souvent mise en avant est le recours non justifié aux références des valeurs de la République française pour justifier un point de vue idéologique. Les abolitionnistes mettraient en avant l'inégalité faite entre hommes et femmes du fait que les prostitué(e)s sont majoritairement des femmes : 85 % selon la proposition de loi. Par ailleurs, il est souvent fait référence à la Constitution du 27 octobre 1946 mais une lecture approfondie de celle-ci ne semble en rien s'opposer à la prostitution, à moins d'en avoir une lecture idéologique. En effet, selon les opposants en quoi la prostitution fait obstacle au devoir que « la loi garantisse à la femme, dans tous les domaines, des droits égaux à ceux de l'homme ».

« Préambule de la Constitution du 27 octobre 1946
1. Au lendemain de la victoire remportée par les peuples libres sur les régimes qui ont tenté d'asservir et de dégrader la personne humaine, le peuple français proclame à nouveau que tout être humain, sans distinction de race, de religion ni de croyance, possède des droits inaliénables et sacrés. Il réaffirme solennellement les droits et libertés de l'homme et du citoyen consacrés par la Déclaration des droits de 1789 et les principes fondamentaux reconnus par les lois de la République.
2. Il proclame, en outre, comme particulièrement nécessaires à notre temps, les principes politiques, économiques et sociaux ci-après :
3. La loi garantit à la femme, dans tous les domaines, des droits égaux à ceux de l'homme.
... »

— Préambule de la Constitution du 27 octobre 1946

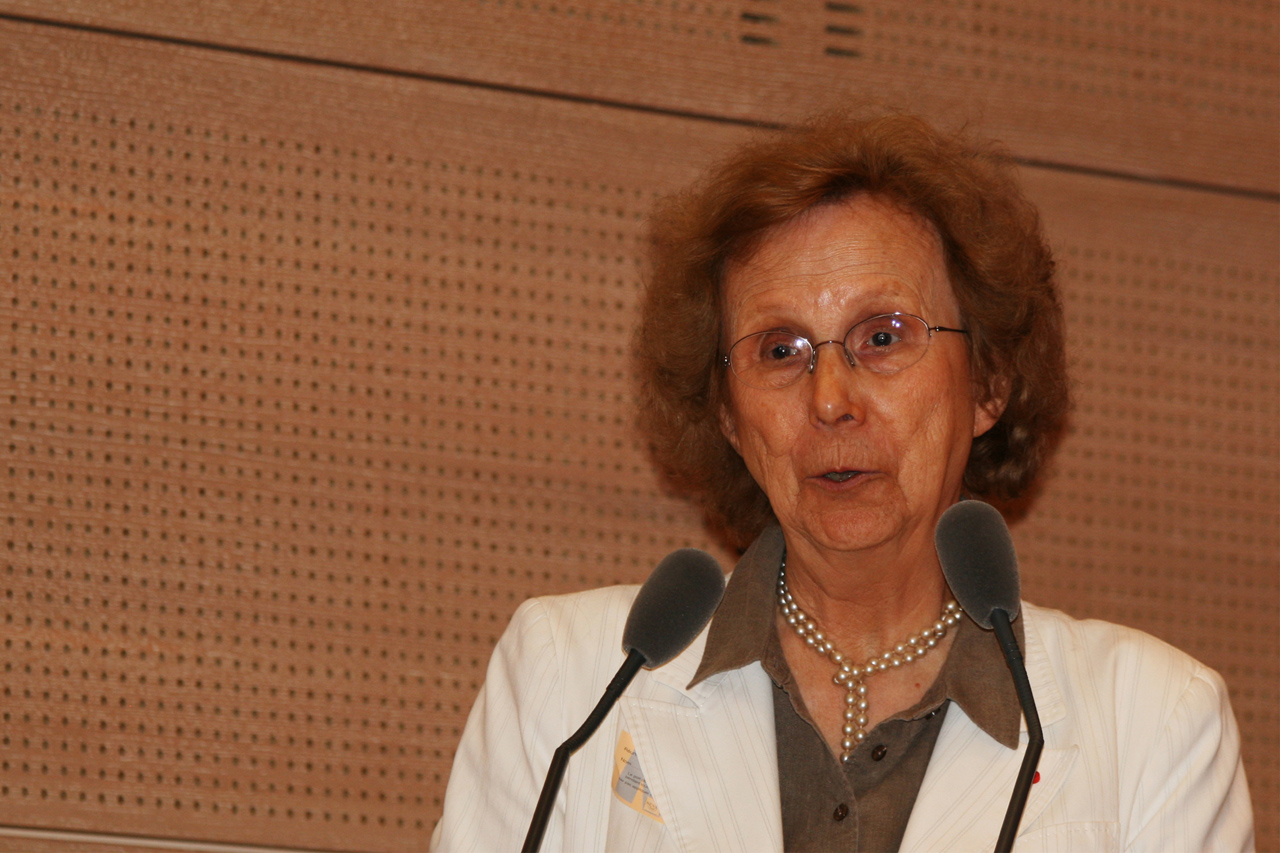
Élisabeth de Fontenay, cosignataire de la tribune contre la pénalisation des clients

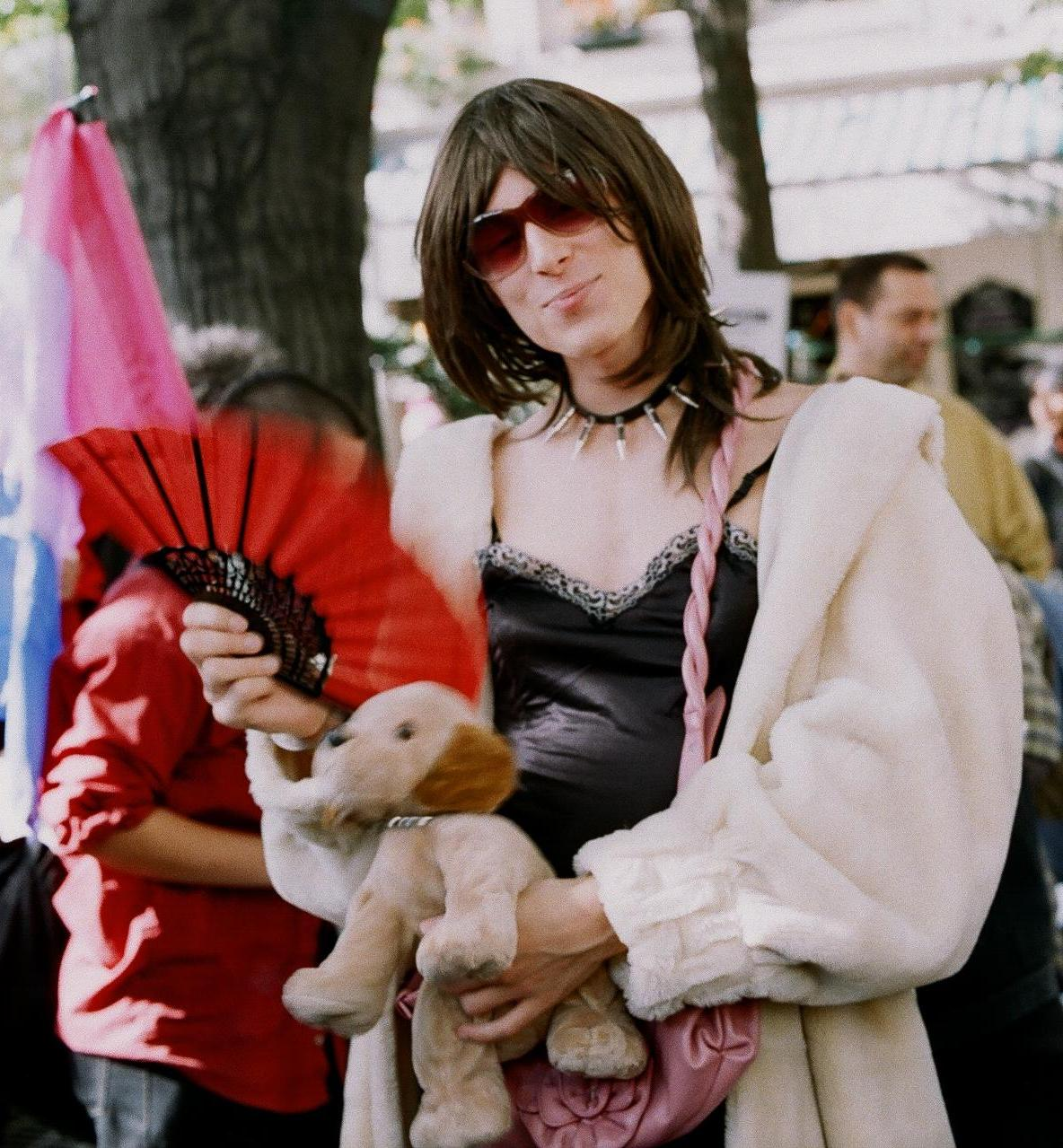
Activiste des prostitués à Paris en France, en octobre 2005

En août 2012, dans le magazine Le Nouvel Observateur, un collectif de féministes et d'intellectuels s'oppose vivement à une politique de pénalisation des clients qui reviendrait à interdire aux prostitué(e)s d'exercer leur métier librement. La tribune est reproduite ici :

« Si la ministre des Droits des Femmes avait annoncé son intention de mettre un terme à l'esclavage des femmes par les réseaux mafieux, tous, hommes et femmes confondus, applaudiraient son initiative. Cette guerre difficile à mener relève d'un impératif universel. Elle implique, entre autres, une augmentation des effectifs de police, une meilleure coopération internationale, une justice impitoyable et la reconversion ainsi qu'une véritable protection des filles qui dénoncent leurs proxénètes, associée à une possibilité effective de reconversion. Ce n'est pas le cas aujourd'hui.
Mais l'objectif d'abolir à terme la prostitution, sous prétexte d'en finir avec l'esclavage sexuel est d'une autre nature. Il ne s'agit plus d'un impératif universel, mais d'un parti pris idéologique qui suppose les postulats suivants : 1) La sexualité tarifée est une atteinte à la dignité des femmes. 2) Les prostituées sont toutes des victimes et leurs clients, tous des salauds.
Ces postulats sont éminemment discutables. Comme le clament les prostituées non contraintes par un tiers et qu'on se refuse à entendre, la dignité des femmes ne repose pas sur le critère des pratiques sexuelles. Mieux vaut l'admettre : toutes les femmes n'ont pas le même rapport à leur corps et la promiscuité peut être un libre choix. Une femme n'est pas nécessairement victime de l'oppression masculine lorsqu'elle se livre à la prostitution, soit qu'elle s'y adonne de manière occasionnelle, soit qu'elle choisisse d'exercer à plein temps cette activité plutôt qu'une autre. Enfin, au risque de faire grincer des dents : les hommes qui fréquentent les prostituées ne sont pas tous d'horribles prédateurs ou des obsédés sexuels qui traitent les femmes comme des objets jetables. Etrangement, nul ne fait jamais mention des prostitués homo ou hétérosexuels ni de la nouvelle "demande' des femmes d'une sexualité tarifée.
En réalité, "l'abolition" de la prostitution, contrairement à celle de l'esclavage, est une chimère. La sexualité humaine varie selon les sociétés. Et, dans une même société, elle change selon les époques et les classes. Ce n'est pas une raison pour imaginer qu'elle va se plier, comme une cire molle, à l'utopie d'une sexualité parfaitement régulée. La pénalisation des clients n'entraînera pas la suppression de la prostitution. Ni les call-girls ni les réseaux par internet n'en seront affectés, comme le prouve l'exemple suédois. En souffriront d'abord les prolétaires du sexe, qui seront plus que jamais soumises à l'emprise des proxénètes. Ces derniers profiteront de la situation, eux qui devraient être la cible première de l'action répressive des pouvoirs publics. Nulle inquiétude, les clients les plus favorisés se verront toujours proposer des moyens discrets d'assouvir leurs désirs.
Au nom d'une conception abstraite de l'humanité, les "abolitionnistes"  [sic] veulent imposer à la société française leur choix idéologique. Mais qui peut s'ériger en juge dans ce domaine éminemment privé ? Chaque adulte doit être libre de ce qu'il veut faire ou ne pas faire de son corps. Décréter illégal ce qu'on trouve immoral n'est pas un grand pas vers le Bien, c'est une dérive despotique. Le pouvoir politique n'a pas à intervenir dans les pratiques sexuelles des adultes consentants. La priorité, c'est de faire de la lutte contre les trafiquants d'êtres humains une cause nationale et d'y mettre les moyens. Car là est le crime, et là est le défi. Poursuivre les clients, c'est se donner à peu de frais l'illusion d'agir. C'est céder à la tentation prohibitionniste qui consiste à tout espérer de la criminalisation de la consommation. Ce sera au bout du compte écarter de la vue ce qu'on ne veut pas voir et produire un enfer pavé de bonnes intentions. »

— Élisabeth Badinter, philosophe, Régine Deforges, écrivain, Caroline Eliacheff, pédopsychiatre, Élisabeth de Fontenay, philosophe, Claude Habib, professeur de littérature (Sorbonne-Nouvelle), Nathalie Heinich, sociologue (CNRS), Claude Lanzmann, écrivain et cinéaste, William Marx, professeur de littérature (Paris-Ouest), Véronique Grappe-Nahoum, anthropologue (EHESS), Philippe Raynaud, professeur de science politique (Panthéon-Assas), Céline Spector, philosophe (Bordeaux-3), Georges Vigarello, historien (EHESS). Tribune du Nouvel Observateur du 23 août 2012.
Par ailleurs, il ressort le manque d'autonomie de la raison, de liberté de chacun, des prostitué(e)s de disposer librement de leur corps. On nie l'idée que certaines personnes peuvent avoir choisi librement de se prostituer. Et pourtant cela existe, comme en témoignent plusieurs ouvrages de prostitué(e)s. On peut ainsi lire par exemple en 4e de couverture du livre "Fières d'être putes" :

« Non, nous n'avons pas de proxénètes. Non, nous n'avons pas été violées dans notre enfance, ni par la suite. Non, nous ne sommes pas toxicomanes. Non, nous n'avons jamais été forcées de nous prostituer. Non, nous n'avons pas d'angoisse post-traumatique. Non, nous ne sommes pas malheureuses. Oui, nous avons une vie sentimentale. Oui, nous avons des amies et des amants. Oui, nous sommes engagées dans la lutte contre les discriminations. Oui, nous exerçons un métier stigmatisé. Oui, nous avons choisi ce métier. Oui, nous voulons les mêmes droits que tous les citoyens de ce pays. NOUS SOMMES DES PUTES ET NOUS EN SOMMES FIÈRES... »

— Fières d'être putes - Maîtresse Nikita et Thierry Schaffauser - éditeur : L'Altiplano - Février 2007

### Impact négatif sur les prostitué(e)s d'une telle loi
L'impact négatif sur les prostitué(e)s d'une telle loi est mis en avant par de nombreuses associations proches des prostitué(e)s, par des chercheurs, ainsi que par un rapport critique sur l'expérience norvégienne. Cet impact négatif tient au risque de violence accrue sur les prostitué(e)s, ou encore à la non mise en place d'un statut de travailleur comme les autres, laissant les prostitué(e)s dans une certaine forme de précarité.

#### Inquiétude de nombreuses associations de terrain, sur un risque accru pour les prostitué(e)s
Dès 2011, l'association Act Up-Paris s'oppose fermement à la proposition de pénalisation des clients soulignant le risque que cela représente pour les prostitué(e)s. 

« Nous n’avons eu de cesse, aux côtés de l’ensemble des associations de santé et de lutte contre le VIH/sida (UNALS, Médecins du monde, AIDES, Élus locaux contre le sida, Arcat, etc.), de dénoncer l’actuelle volonté politique de légiférer dans le sens de la pénalisation des clients des prostituées.
Comme le délit de racolage passif, cette mesure va exposer davantage les travailleuses du sexe aux violences, les éloigner encore un peu plus des dispositifs de prévention. Loin d’enrayer les trafics et les réseaux de traite, un tel dispositif accroîtrait leurs pouvoirs : quand les putes ne peuvent plus exercer à l’extérieur parce que le client est devenu un délinquant, ce sont les mafias qui leur fournissent des appartements, quand les putes doivent se cacher, l’isolement et donc l’insécurité augmentent, c’est pour ces raisons que des proxénètes leur offrent leur « protection ». »

— Act Up-Paris - Article "Les putes ne sont pas des femmes ?" - Le 3 novembre 2011

#### Bilan critique de l'application de la loi
Deux ans après l'application de la loi, les effets néfastes dénoncés par certaines associations sont confirmés par des chercheurs. En 2018, le meurtre de Vanesa Campos au bois de Boulogne illustre les conséquences de la loi française sur la vulnérabilité des prostituées; des associations (parmi lesquelles Médecins du Monde) et des prostituées déposent en septembre 2018 une question prioritaire de constitutionnalité contre la loi prostitution d'avril 2016. Les responsables d'Osez le féminisme ! et du Mouvement du nid contestent ces conclusions et signent une tribune exigeant l'application ferme de la loi.

### Échecs relatifs des pays ayant mis en place des lois pénalisant les clients de la prostitution

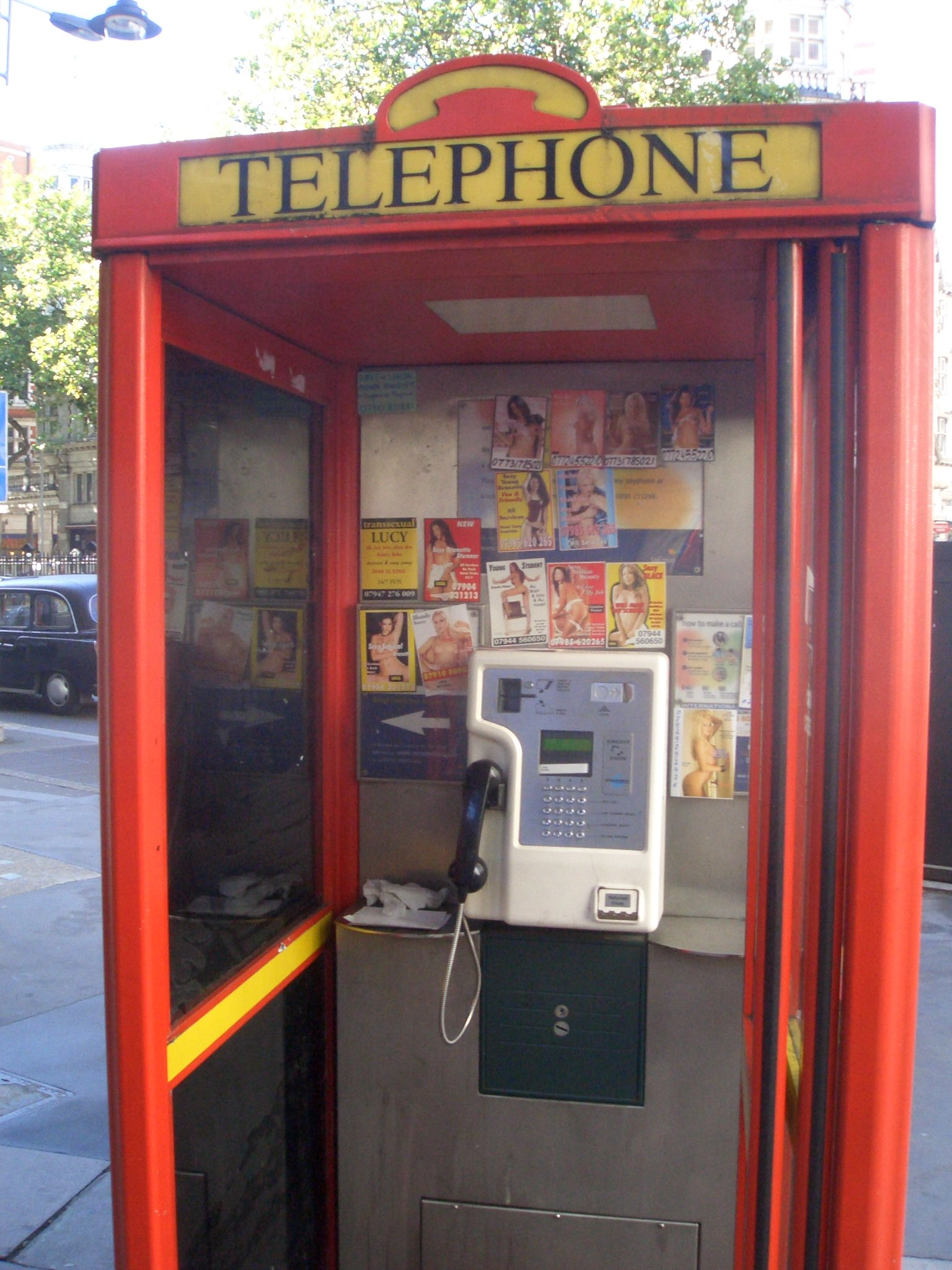
La prostitution se déplace sur le téléphone et sur Internet : publicités téléphoniques pour prostituées

Il existe un fort constat d'échec chez les pays ayant mis en place ce type de loi. En effet, elle n'aurait pas permis la diminution de la prostitution en Suède, et on constaterait une augmentation de la violence sur les prostitué(e)s en Norvège. Elle serait même inapplicable dans les faits en Finlande.
Non diminution de la prostitution en Suède
Le gouvernement suédois défend le bilan de cette loi et considère qu'elle a permis de combattre la recrudescence de la prostitution, mais il reconnait qu'elle n'a globalement pas permis la diminution de la prostitution. La prostitution de rue aurait significativement été réduite du fait de la peur des clients, mais elle se serait reportée ailleurs, notamment sur Internet,. En 2009 et 2013, certaines radios suédoises ont tenté une expérience en publiant des petites annonces faisant la promotion de services de prostitution. À chaque fois, les numéros de téléphone indiqués dans les annonces ont été inondés d'appels émanant de clients potentiels. Ceci confirme que la prostitution, loin d'avoir diminué en Suède, s'est simplement reportée vers d'autres environnements dans lesquels les clients sentent que le risque de se faire surprendre est plus faible. En outre, les autorités suédoises ne fournissent aucune donnée sur le nombre de Suédois qui contournent les lois en vigueur en se rendant simplement dans des pays proches comme le Danemark, l'Allemagne et les Pays-Bas, où ils peuvent recourir aux services des prostituées en toute légalité.
Le rapport suédois de 2010 (souvent connu comme le "Skarhed report"), qui dresse un bilan favorable des lois abolitionnistes, a fait l'objet de nombreuses critiques. Celles-ci portent sur son manque de rigueur, son absence de méthodologie scientifique, ses conclusions bâclées basées sur des suppositions et non sur des faits et des données vérifiables, son refus de tenir compte des avis des travailleurs du sexe et le manque de clarté de ses objectifs. En effet, le but initial de ce rapport était non pas de procéder à une évaluation objective des politiques mise en place et de leurs résultats, mais de "réaffirmer la position de la Suède en tant que pays abolitionniste." Au moment de la publication du rapport, dans une tentative de manipuler l'opinion européenne, le gouvernement suédois a initialement refusé de publier une traduction intégrale de celui-ci, préférant en traduire uniquement les extraits favorables à sa position.
Par ailleurs, la prostitution de rue étant en baisse depuis plusieurs décennies, rien n'indique que cette baisse ne soit liée aux lois mises en place en Suède en 1999. De plus, le gouvernement suédois ne détient aucune preuve quant à sa réussite en matière de réduction du trafic d'êtres humains à des fins d'exploitation sexuelle. Le dernier rapport Eurostat sur le trafic de personnes, rendu public en mai 2013, indique que le niveau de cette catégorie de trafic est aussi élevé en Suède qu'en Allemagne, pays où la légalisation de la prostitution est accusée d'avoir fait augmenter ce trafic. En outre, la prévalence de tels trafics en Suède a quadruplé entre 2008 et 2010, tandis qu'il demeurait stable en Allemagne. La Suède continue d'être une destination pour des prostituées originaires de Roumanie, d'Albanie et de pays d'Afrique.
Les travailleurs du sexe vivant en Suède ont affirmé à plusieurs reprises que ces lois, dont le but affirmé était de les protéger, engendrent des dommages considérables à leurs conditions de vie et de travail. Une autre conséquence néfaste pour les travailleurs du sexe est qu'ils font face à davantage de stigmatisation. Les sondages d'opinion effectués auprès de la population suédoise indiquent en effet que, si celle-ci est largement favorable aux lois abolitionnistes, une majorité de Suédois pense que les prostituées devraient aussi faire l'objet de sanctions, pas seulement les clients. Ceci montre que la population suédoise n'adhère pas du tout à la vision officielle qui présente les prostitués comme des victimes. La majorité des Suédois considère au contraire que ceux-ci devraient être traites comme des délinquants, à l'instar de leurs clients. Ces enquêtes d'opinion ont conduit à une incroyable volte-face du gouvernement suédois qui, après avoir prétendu vouloir protéger les travailleurs du sexe par le biais de lois abolitionnistes, affirme désormais que la stigmatisation accrue des travailleurs du sexe est à considérer comme une conséquence positive.
Rapport critique la loi sur la pénalisation de la prostitution en Norvège
Le 22 juin 2012, le Pro Sentret (centre officiel d'aide aux prostituées d'Oslo) souligne dans son rapport "Les Liaisons dangereuses" une détérioration de la situation des travailleuses du sexe de la ville d'Oslo en Norvège. Selon ce rapport, empêcher le commerce de la prostitution en ciblant la demande n'a pas d'effets bénéfiques. Inspirée de la réglementation de la Suède voisine, la loi Norvégienne de 2009 sur la prostitution punit les clients, qui encourent jusqu'à six mois de prison et une amende. La philosophie de cette loi proche de la proposition de loi en France est de considérer que les femmes sont victimes d'un trafic. La vente de services sexuels est licite, mais leur achat ne l'est pas. Selon le Pro Sentret, la loi norvégienne favorise la violence des clients envers les prostituées car le commerce du sexe se déplace vers la clandestinité. Les prostituées seraient ainsi 59 %, sur les 123 interrogées originaires de 16 pays, à avoir été victimes de violence au cours des trois dernières années à Oslo, contre 52 % en 2008; Il s'agit certes d'un échantillon non représentatif statistiquement mais qui tend à montrer que la situation ne s'est pas améliorée.
Difficulté d'applicabilité de la loi en Finlande
En Finlande, la loi prévoit depuis 2006 une peine de six mois de prison pour les clients des prostitué(e)s « victimes du proxénétisme ou du trafic d'êtres humains ». Le mouvement abolitionniste critique cette mesure comme inapplicable dans les faits. Les clients peuvent être sanctionnés au titre de corrupteurs.

### Mise à l'écart non justifiée d'une possible approche réglementariste
Beaucoup regrettent la mise à l'écart d'office d'une possible approche réglementariste. Cette mise à l'écart est le fruit du lobbying des abolitionnistes auprès des députés de l'Assemblée nationale. Il est certes possible de souligner certaines difficultés rencontrées par les pays réglementaristes, mais la stigmatisation caricaturale faite par les abolitionnistes sont selon le STRASS exagérées et surtout ne mettent pas en avant les avantages de cette conception de la prostitution à savoir : meilleure sécurité des prostitué(e)s, protection sociale dont cotisation à la retraite, suivi sanitaire, reconnaissance sociale…
Parallèlement, des ONG œuvrant auprès des travailleurs du sexe et des institutions internationales comme l'ONU-SIDA ont sévèrement critiqué l'approche abolitionniste, car elle exposerait davantage au danger des infections sexuellement transmissibles.[réf. nécessaire] Une approche réglementariste permet au contraire aux travailleurs du sexe d'avoir accès aux services sociaux et aux moyens de contraception et de dénoncer les clients violents à la police, comme cela se fait en Australie et en Nouvelle-Zélande,.

### Critique des arguments mis en avant par les abolitionnistes

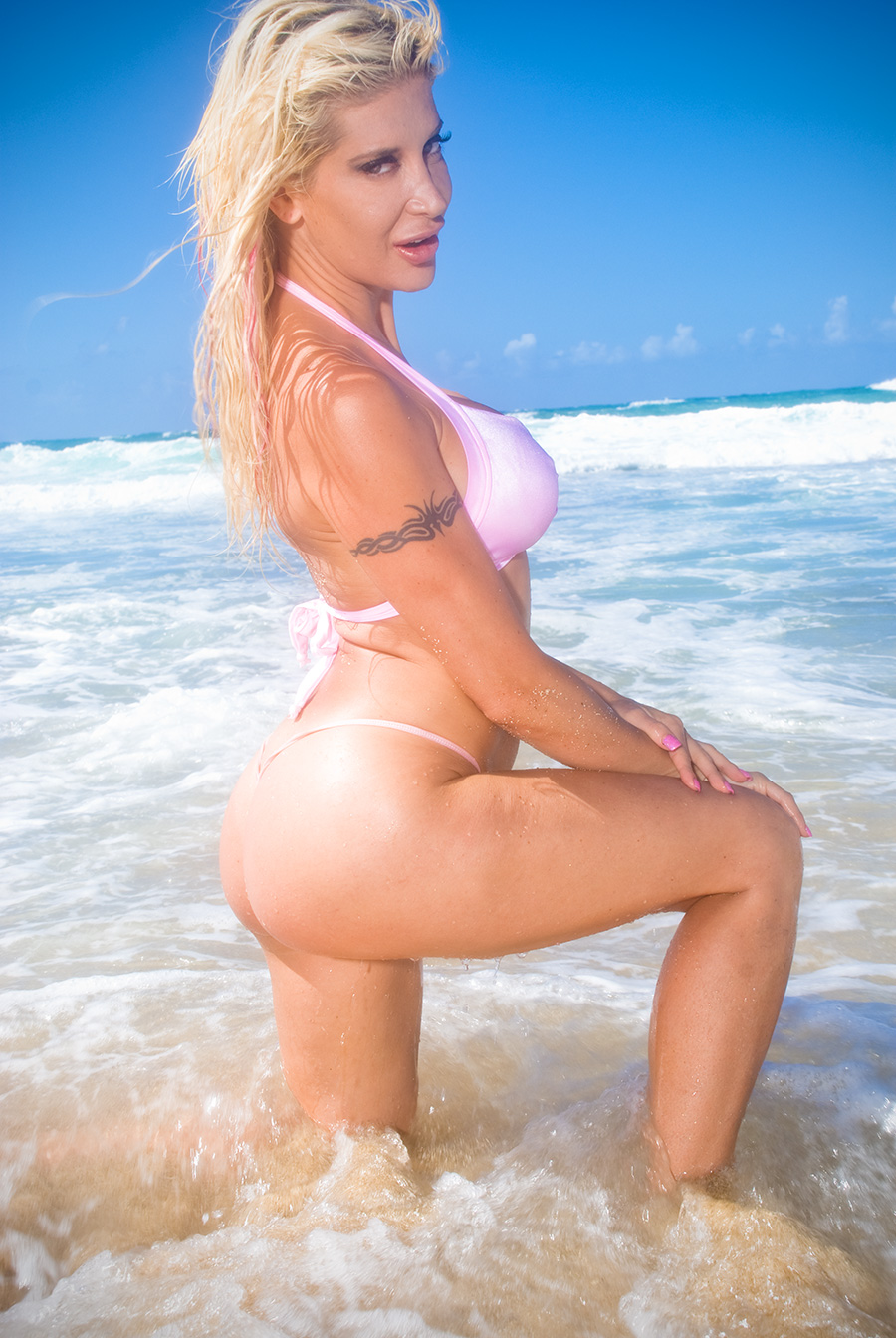
Malgré le principe de non patrimonialité de son corps, la proposition de loi ne pénalise pas les producteurs de films pornographiques. Ici l'actrice pornographique française Angélique Morgan.

On retrouve souvent de nombreuses critiques éparses dans la presse contre certains arguments mis en avant par les abolitionnistes. On peut citer par exemple : 
- La mise en avant du principe de non patrimonialité de son corps devrait alors également amener à interdire le métier d'acteur pornographique, ce qui n'est pas le cas dans la proposition de loi.
- La comparaison souvent mise en avant avec la vente d'organe qui est interdit ne tient pas compte du fait que le corps est définitivement dépourvu de cet organe, ce qui n'est pas le cas dans la prostitution où l'intégrité du corps reste préservée.
- Le principe d'égalité des sexes mis en avant, semble ne pas tenir si l'on se réfère au préambule de la constitution française et au fait que 15 % des prostitué(e)s sont des hommes.
- Le fait que les prostitué(e)s qui ont choisi ce métier librement soient minoritaires justifie-t-il qu'on ne tienne pas compte de leur choix ? Sur quel principe s'appuie-t-on pour sacrifier la liberté et le libre arbitre d'une minorité de personnes ?
- Le fait de mettre en avant l'impossibilité de la France d'ouvrir des maisons closes, car elle enfreindrait la convention des Nations unies de 1949 contre la traite des êtres humains et l'exploitation de la prostitution. Or il est toujours possible pour un pays de renoncer à une convention internationale s'il considère que celle-ci ne répond pas aux solutions qu'il souhaite mettre en œuvre.
- Le fait de d'invoquer de façon injustifiée la convention des Nations unies de 1949 contre la traite des êtres humains et l'exploitation de la prostitution et de jouer sur l’ambiguïté de la difficulté d'appréhender les notions de « contraint économiquement et exploité » ou « contraint économiquement et autonome ». En jouant sur cette ambiguïté, les abolitionnistes écartent a priori, toute approche réglementariste qui n'aurait pas recours à des maisons closes. En effet, on peut distinguer deux cas bien distincts.
  - Cas 1 : un(e) prostitué(e) est contrainte financièrement et exerce dans un pays réglementariste en travaillant pour un employeur, par exemple dans une maison close. Dans ce cas, la convention des Nations unies de 1949 contre la traite des êtres humains et l'exploitation de la prostitution d'autrui ne fait pas la distinction entre les différentes formes de contraintes : économiques ou autres[45]. Ainsi, selon cette convention cette maison close exercerait de la traite des êtres humains et la personne prostitué(e) serait une victime.
  - Cas 2 : un(e) prostitué(e) est contrainte financièrement et exerce la prostitution de façon totalement autonome. Dans ce cas là, la convention des Nations unies de 1949 contre la traite des êtres humains et l'exploitation de la prostitution d'autrui, ne dit rien. Il est donc inutile de vouloir y faire référence. On voit dans ce cas, qu'une approche réglementariste est possible, sans le risque d'enfreindre la convention des Nations unies.

### Question prioritaire de constitutionnalité (QPC)
Le 5 juin 2017, une question prioritaire de constitutionnalité (QPC) est déposée par neuf associations (dont Médecins du Monde et le STRASS ) et cinq travailleuses du sexe. Selon leur avocat Patrice Spinosi : « Notre objectif est de démontrer que la loi qui devait davantage protéger les prostituées n'a pas rempli ses objectifs, bien au contraire, elle est contre-productive ». Le 1er février 2019, la loi a été déclarée conforme à la Constitution française par le Conseil constitutionnel .

### Requête auprès de la CEDH
Une requête déposée auprès de la CEDH en décembre 2019 est jugée recevable en août 2023. La CEDH explique que « les requérants, qui exercent la prostitution de manière licite, ont produit devant la Cour des témoignages décrivant la dégradation de leur situation depuis la pénalisation de l’achat d’actes prostitutionnels », et que selon eux, « l’incrimination des clients de la prostitution pousse les personnes prostituées à la clandestinité et à l’isolement, les expose à des risques accrus pour leur intégrité physique et leur vie, et affecte leur liberté de définir les modalités de leur vie privée ».

## Écueils du réglementarisme

### Évolution des lois en Europe
Organisé en 1985 par le comité international pour les droits des prostitués (ICPR), le premier congrès mondial des prostituées rédige une "Charte mondiale pour les droits des personnes prostituées". En 1986, le deuxième congrès de l'ICPR est accueilli au parlement européen. À partir des années 1990, cette mobilisation va avoir des effets sur la législation d'un certain nombre de pays. Le 13 avril 1995, la Belgique cesse de poursuivre le proxénétisme s'il n'est pas lié à la traite. Le proxénétisme hôtelier est autorisé s'il n'a pas pour but de réaliser un profit anormal. En 2000, les Pays-Bas légalisent la prostitution volontaire. En 2002, la loi de la prostitution (Prostitutionsgesetzt) est votée en Allemagne. Il est toutefois important de distinguer les difficultés spécifiques liées aux différents types d'établissements.

### Difficulté des maisons closes
Les maisons closes sont des établissements qui perçoivent une rémunération des clients et rémunèrent les prostitué(e)s. Un(e) prostitué(e) dans ce système ne choisit pas toujours, ni les clients, ni leur nombre. Un pays qui veut respecter la convention des Nations unies de 1949 contre la traite des êtres humains et l'exploitation de la prostitution ne devrait pas a priori légaliser les maisons closes, du simple fait qu'il y travaillera toujours des prostitué(e)s sous la contrainte financière. Ce type d'institution pose donc problème en tant que potentiel profiteur de la misère des prostitué(e)s, mais aussi en tant que risque de la tentation de mettre la pression sur les prostitué(e)s pour faire du chiffre.

### Difficulté des maisons de libre prostitution
Les maisons de libre prostitution se définissent par le fait que l'établissement se contente de louer ses infrastructures aux prostitués, en général à un tarif journalier, par exemple 70 euros par jour dans un établissement dans le nord de l'Espagne. Il n'y a donc a priori pas de pression possible sur les prostitué(e)s pour faire du chiffre. Par ailleurs, dans un tel système, un(e) prostitué(e) semble toujours pouvoir choisir son client, du moins lui dire non. En revanche, il semble que ces établissements, pour satisfaire une clientèle toujours à la recherche de nouveauté, n'hésitent pas à faire venir de nouvelles recru(e)s de façon plus ou moins légale, notamment dans le cas de l'Espagne, en provenance d'Amérique Latine. Ce type d'institution pose donc problème en tant que potentiel aspirateur à prostitu(é)s. Par ailleurs, il semble que des réseaux mafieux utilisent ces lieux. Un cas de grande ampleur, avec près de 215 prostituées roumaines traitées en semi-esclavage a défrayé l'actualité en Espagne. Des témoignages de prostituées relatent également de conditions épouvantables, par exemple dans les maisons en Belgique. On peut néanmoins penser qu'un contrôle strict, régulier et la mise en place de sanctions fortes devrait a priori éviter ce type de problèmes ; cela ne semble pas être suffisamment le cas en Espagne.

## Nécessité de la recherche d'une autre voie

### Débats dans la presse française
Certaines personnes disent que les difficultés rencontrées dans ces pays soulignent que ces lois ne peuvent être transposées en France sans que celles-ci violent la convention des Nations unies de 1949 contre la traite des êtres humains et l'exploitation de la prostitution. Un pays qui veut respecter cette convention ne devrait pas a priori légaliser les maisons closes, du simple fait qu'il y travaillera toujours des prostitué(e)s sous la contrainte financière. Mais les maisons closes ou les maisons de libre prostitution sont-elles les seules approches réglementaristes possibles ?
Aujourd'hui certains se posent la question de savoir s'il n'y aurait pas une 3e voie vers un réglementarisme réussi ? Plusieurs articles abordent cette question depuis plus d'une décennie et le débat reste encore ouvert. Ainsi Françoise Gil, sociologue et spécialiste de la prostitution souligne-t-elle dans une interview dans 20 minutes la volonté d'indépendance des prostitué(e)s.

« Pensez-vous que la France pourra, à l’inverse, se retourner un jour vers un régime plus souple comme en Allemagne ?
Il faudrait pour cela que les prostituées soient entendues, qu’on arrête de les prendre pour des illuminées. Mais, contrairement à ce qu’il se passe en Allemagne, elles ne veulent pas être salariées. Elles préfèrent travailler en coopérative, auto-gérées, sans proxénète, sans patron, elles ont une volonté d’indépendance. Il faut aussi accorder un statut à ces personnes, qu’elles aient les mêmes droits sociaux que tout le monde. Le modèle suisse est le plus convenable. Là-bas, les prostituées travaillent librement, il faut simplement être Suissesse ou avoir un permis de séjour de dix ans et se déclarer aux autorités. »

— Françoise Gil, sociologue et spécialiste de la prostitution - Interview dans 20 minutes - Le 7 décembre 2011

### Exemple de la Suisse
La Suisse a mis en place un système réglementariste sous lequel les prostitué(e)s peuvent légalement exercer leur métier. Selon le service de coordination contre la traite d'êtres humains et le trafic de migrants (SCOTT) de la Confédération Suisse, la prostitution est désormais légale en Suisse sous certaines conditions. Toujours selon SCOTT, la prostitution et la traite des êtres humains sont deux choses différentes. Enfin toujours selon Scott Il n'y aurait pas, en Suisse de rapport de subordination dans la prostitution.

« La prostitution est légale
La prostitution est autorisée en Suisse et est considérée comme une forme d'activité économique. La personne désirant pratiquer la prostitution doit avoir atteint l'âge de la majorité sexuelle et respecter les réglementations des cantons et des villes régissant l'exercice de la prostitution. Les revenus de la prostitution sont soumis à l'impôt et les cotisations sociales doivent en être déduites. Les personnes venant d'autres pays que la Suisse doivent en outre respecter les dispositions du droit des étrangers sur le séjour et le travail...
Prostitution et traite des êtres humains sont deux choses différentes
Il ne faut pas confondre traite des êtres humains à des fins d'exploitation sexuelle et prostitution. Certes l'exploitation sexuelle est souvent le corollaire de la prostitution, mais tous les individus se prostituant ne sont pas victimes de la traite des êtres humains. Pour bon nombre de personnes suisses et étrangères, la prostitution est l'activité lucrative qu'ils exercent légalement. Les motifs pour lesquels elles subviennent à leurs besoins par le biais de la prostitution peuvent être multiples...
Pas de rapport de subordination dans la prostitution
Les personnes qui se prostituent ne peuvent exercer leurs activités qu'en qualité d'indépendantes; en effet, les contrats de travail contiennent des obligations de travail et des droits d'instruction pour l'employeur qui ne sont pas compatibles avec le principe de l'autodétermination sexuelle... »

— Texte officiel du site Internet du SCOTT - Service de coordination contre la traite d'êtres humains et le trafic de migrants - Confédération Suisse

## Sources